# Teorias conspiratórias sobre as alunissagens do Programa Apollo

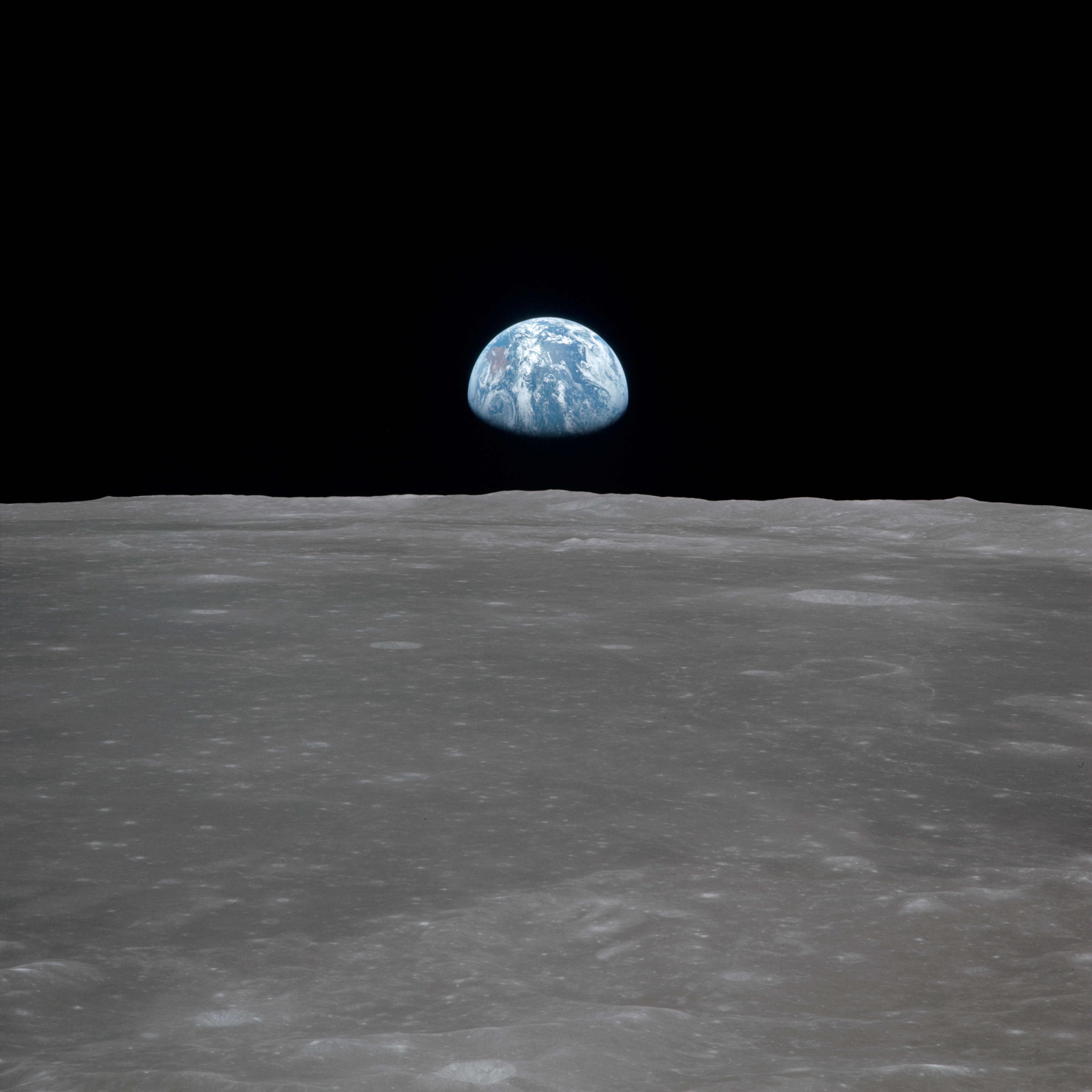
Vista da Terra elevando-se desde o horizonte da Lua; alguns teóricos da conspiração afirmam que imagens como estas seriam falsas, porque não aparecem estrelas

As teorias conspiratórias nas alunissagens do Programa Apollo constituem uma crítica que alega que alguns ou todos os elementos do programa Apollo e as alunissagens jamais ocorreram, que foram embustes organizados pela NASA com o auxílio de outras organizações. A afirmação mais notável é que os seis desembarques tripulados (realizados de 1969 a 1972) foram falsificados e que os doze astronautas Apollo não pousaram realmente na Lua. Diversos grupos e indivíduos fizeram reivindicações desde meados dos anos 1970, alegando que a NASA e outros órgãos intencionalmente teriam enganado o público, fazendo-os acreditar que os pousos teriam acontecido, fabricando, manipulando ou destruindo provas, incluindo fotos, fitas de telemetria, transmissões de rádio e TV, amostras de rochas lunares, e até mesmo algumas testemunhas-chave.
Em contrapartida às críticas, oferecem-se evidências independentes das missões lunares, e já se publicaram refutações detalhadas às alegações de fraude. Desde o final dos anos 2000, fotos de alta definição tiradas pelo Lunar Reconnaissance Orbiter (LRO) dos locais de pouso da Apollo capturaram os módulos de aterragem e os rastros deixados pelos astronautas. Em 2012, as imagens foram liberadas, mostrando cinco das seis bandeiras americanas das missões Apollo erguidas na Lua ainda em pé; a exceção é a da missão Apollo 11, que ficou caída sobre a superfície lunar, desde que foi acidentalmente soprada pelo escapamento do foguete  de decolagem.
Críticos sustentam o interesse público em suas observações por mais de 40 anos, recebendo refutações de terceiros. Pesquisas de opinião realizadas em vários locais mostraram que entre 6% e 20% dos americanos e 28% dos russos pesquisados acreditam que os desembarques tripulados foram falsificados. Até mesmo em 2001, o documentário da rede de televisão Fox, Conspiracy Theory: Did We Land on the Moon? levantou a hipótese de que a NASA teria simulado o primeiro pouso, em 1969, para ganhar a Corrida Espacial.

## Origens

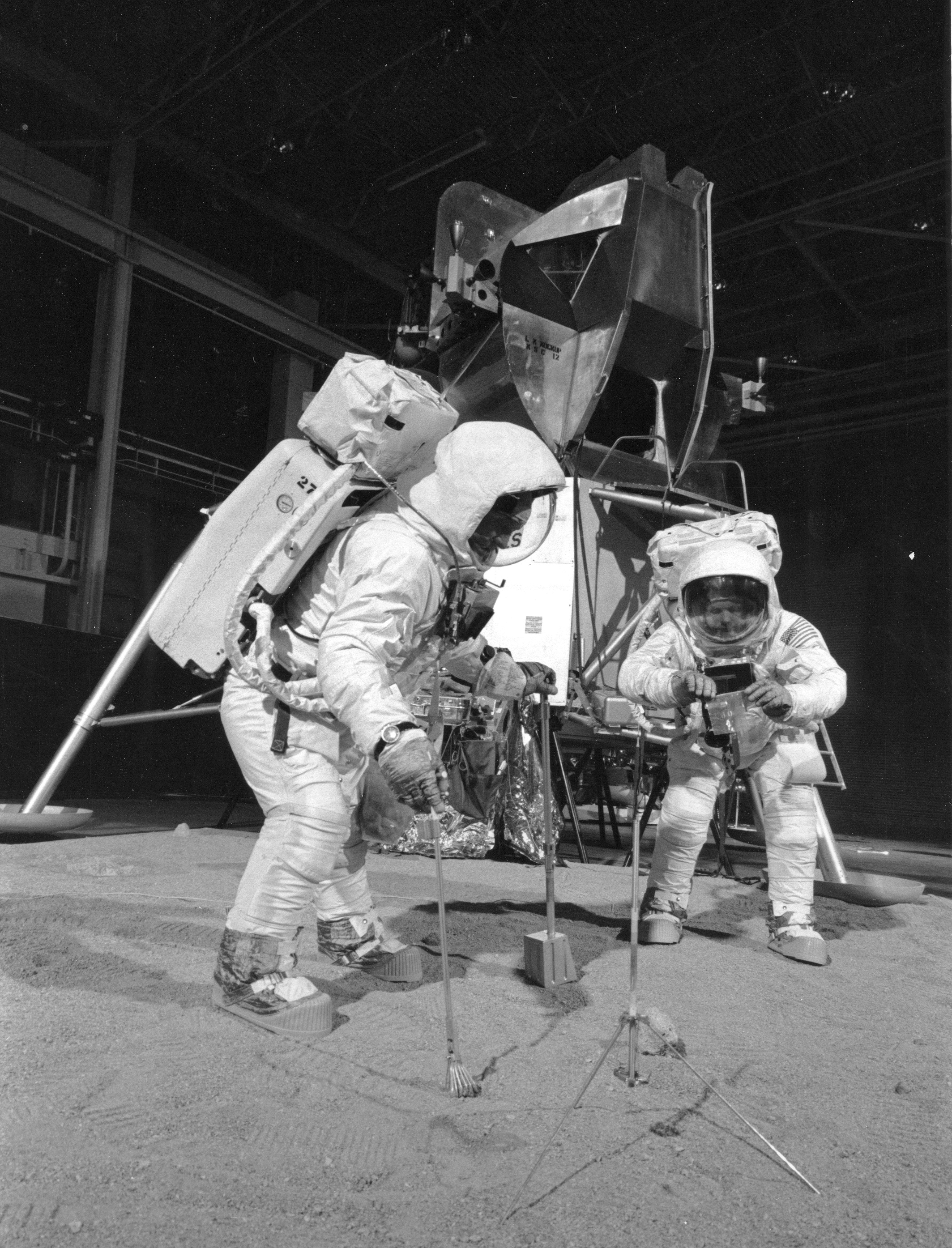
Os astronautas Buzz Aldrin e Neil Armstrong em mockup de treinamento da paisagem lunar da NASA. Os teóricos da conspiração dizem que as gravações de todas as missões Apollo foram feitas em um estúdio de cinema usando efeitos especiais e sets semelhantes a esse.

O primeiro livro dedicado ao assunto foi We Never Went to the Moon: America's Tirty Billion Dollar Swindle (Nós nunca fomos à Lua: A Fraude Americana de 30 bilhões de dólares, numa tradução livre), publicado pelo autor, Bill Kaysing, em 1976. Apesar de não ter conhecimento sobre foguetes ou redação técnica, Kaysing, um ex-oficial da Marinha dos Estados Unidos com Bacharelado em artes em Inglês, foi contratado como um sênior escritor técnico, em 1956, pela Rocketdyne, a empresa que construiu o motor F- 1 utilizado no foguete Saturn V. Ele foi chefe da unidade de publicações técnicas no Laboratório de Propulsão da empresa, até 1963. O livro de Kaysing fez muitas alegações e, efetivamente, começou a discussão sobre os pousos na Lua terem sido falsificados. O livro afirma que a chance de um pouso tripulado bem-sucedido na Lua foi calculada em 0,0017% e que, apesar de um monitoramento próximo pela URSS, teria sido mais fácil para a NASA fingir as alunissagens do que para realmente ir para Lua.
Em 1980, a Sociedade da Terra Plana acusou a NASA de falsificar os desembarques, argumentando que eles foram encenadas por Hollywood, com patrocínio de Walt Disney, com base em um roteiro de Arthur C. Clarke e dirigido por Stanley Kubrick. A folclorista Linda Degho sugere que o filme de 1978, do autor e diretor Peter Hyams, Capricórnio Um, que apresenta uma falsa missão a Marte em uma espaçonave que se parece com as Apolo, pode ter dado um reforço à popularidade da teoria da fraude, nos anos pós-guerra do Vietnã e pós-escândalo de Watergate, quando segmentos do público americano estavam inclinados a duvidar das declarações oficiais. Degh escreve: "A mídia de massa catapultou estas meias-verdades em um tipo de zona irreal, onde as pessoas podem fazer suas suposições parecerem verdades. A mídia de massa teve um terrível impacto em pessoas que não tinham orientação". Em A Man on the Moon, publicado pela primeira vez em 1994, Andrew Chaikin menciona que ao mesmo tempo em que a missão Apollo 8 orbitava a Lua, em dezembro de 1968, ideias conspiratórias semelhantes já estavam em circulação.

## Conspiradores e suas contenções

### Principais proponentes
- Bill Kaysing - Graduado em Inglês, chefe de publicações da Rocketdyne, de onde saiu antes da empresa trabalhar no projeto Apollo.
- David Percy - Auto-proclamado especialista em fotografia e efeitos audiovisuais.
- Ralph Rene - Inventor autodidata e editor.
- Bart Sibrel - Jornalista e diretor de cinematografia.
- Richard Hoagland - Ufólogo e teórico da conspiração.

### Defensores das alunissagens
- A comunidade científica em geral dá respaldo à veracidade das alunagens, e em concreto vários cientistas têm respondido com maior detalhe às acusações de fraude:
- Phil Plait - Astrofísico e divulgador científico.
- James Oberg - Engenheiro, especialista em história espacial, sobre tudo do programa espacial russo, e escritor.

## Motivos relacionados ao Estados Unidos e à NASA
Os proponentes da teoria da fraude dão várias explicações diferentes sobre a motivação para o governo dos Estados Unidos e a NASA falsificarem os mesmos. As três principais teorias estão abaixo.

### A corrida espacial
A motivação para os Estados Unidos se envolverem com a União Soviética em uma corrida espacial pode ser atribuída à, até então em curso, Guerra Fria. Um pouso na Lua seria visto como uma conquista nacional e tecnológica que geraria aclamação mundial. Ir para a Lua seria arriscado e caro, como exemplificado por John F. Kennedy declarando num discurso em 1962 que os EUA escolheram ir para a Lua porque era difícil.
Philip Plait diz, em seu livro Bad Astronomy, que os soviéticos, com seu próprio programa lunar, uma extensa rede de inteligência e uma comunidade científica formidável capaz de analisar dados da NASA, teria levado a público se os Estados Unidos tentassem um falso pouso na Lua, especialmente porque seu próprio programa falhou. Provar uma farsa teria sido uma enorme vitória de propaganda para os soviéticos. O conspirador Bart Sibrel respondeu: "os soviéticos não tinham a capacidade profunda para rastrear uma nave espacial até o final, em 1972, imediatamente após o qual, as três últimas missões Apollo foram abruptamente canceladas." Sibrel declarou que a tripulação da Apollo 11 e os astronautas das missões subsequentes falsificaram suas órbitas em torno da Lua e seus passeios em sua superfície via fotos trucadas, e que eles não foram além de metade do caminho à Lua. Um subconjunto desta proposta é advogada por alguns que concedem a existência de retrorrefletores e outros objetos artificiais na Lua.
O editor britânico Marcus Allen representou este argumento quando afirmou "Eu seria o primeiro a aceitar que imagens de telescópio dos locais de pouso seriam uma prova forte de que algo foi colocado na lua pelo homem." Ele prossegue dizendo que as fotos dos aterrissadores não seriam provas de que a América colocou homens na Lua. "Chegar na Lua não é um grande problema - os Russos fizeram isto em 1959, o grande problema é levar pessoas para lá." Ele sugere que a NASA teria enviado missões robóticas porque os níveis de radiação no espaço seriam letais aos seres humanos. Outra variação desta ideia é a de que a NASA e as empresas contratadas não se recuperaram rápido o suficiente do fogo na Apollo 1, e assim todas as primeiras missões Apollo foram falsificadas, com a Apollo 14 ou 15 sendo a primeira missão autêntica. Vasily Mishin, em uma entrevista para o artigo "The Moon Program That Faltered", descreve como o programa lunar soviético diminuiu após os desembarques Apollo.
Além disso, não houve nada "abrupto" sobre os cancelamentos Apollo, que foram anunciados em janeiro e setembro de 1970, por razões de corte de custos.

### Financiamento e prestígio da NASA
Há quem reivindique que a NASA simulou os desembarques para evitar sua humilhação e assegurar que continuasse a obter financiamento. A NASA obteve aproximadamente 30 bilhões de dólares para ir para a Lua, e Kaysing alegou que este dinheiro poderia ter sido usado para comprar o silêncio, o testemunho e a opinião de muitas pessoas, dando motivação significante à cumplicidade. A necessidade de cumprir a promessa de Kennedy também é usada. Como a maior parte dos proponentes acredita que os problemas técnicos envolvidos em chegar à Lua são intransponíveis, os pousos na Lua teriam que ser falsificados para cumprir a promessa do Presidente Kennedy, em 1961, de atingir o objetivo "antes do fim desta década, de pousar um homem na Lua e trazê-lo à Terra em segurança." Na verdade, a NASA apresentou o custo da Apollo para o Congresso dos Estados Unidos, em 1973, totalizando cerca de 25.4 bilhões de dólares.
Mary Bennett e David Percy têm reivindicado em Dark Moon: Apollo e o delatores, que, com todos os riscos conhecidos e desconhecidos, a NASA não iria arriscar a transmitir um astronauta ficar doente ou morrer ao vivo na televisão. O contra-argumento geralmente dado é que a NASA de fato implicou em uma grande humilhação pública e potencial oposição política ao programa por perder uma tripulação inteira no Apollo 1, que se incendiou durante um treino, levando a sua equipe de gestão superior ser questionada pelos comitês de vigilância espacial do Senado e da Câmara dos Deputados.  De fato, não houve transmissão de vídeo durante o desembarque ou a descolagem devido a limitações tecnológicas.

### Guerra do Vietnã
Também alegam que o governo dos Estados Unidos se beneficiou de uma distração popular da Guerra do Vietnã; e assim, as atividades lunares terminaram subitamente, com missões planejadas sendo canceladas, ao mesmo tempo em que os Estados Unidos terminaram seu evolvimento na guerra. A maioria das tropas americanas foram removidas do Vietnã, em 5 de março de 1971, e os militares americanos foram retirados de Saigon, em 29 de abril de 1975. Na verdade, o fim dos desembarques não foi "repentino". A guerra foi um dos vários itens orçamentários federais com os quais a NASA teve de competir. O orçamento da NASA atingiu o pico em 1966, e caiu 42,3% em 1972. Esta foi a razão dos voos finais serem cortados, juntamente com planos ainda mais ambiciosos como uma estação espacial permanente no espaço e uma missão tripulada a Marte.

## Alegações de embuste e refutações
Um número de diferentes alegações de fraude tem avançado e incluem teorias conspiratórias envolvendo ações coordenadas por empregados da NASA, e algumas vezes outros, para perpetuar as informações falsas sobre pousos que nunca teriam acontecido ou para ocultar informações corretas sobre pousos que aconteceram de uma forma diferente da publicada. Em vez de propor uma narrativa completa de como a fraude foi perpetrada, os adeptos focaram apenas em supostas falhas ou inconsistências no registro histórico das missões. A ideia de que todo o programa de pousos tripulados foi completamente falsificada do início ao fim. Alguns alegam que a tecnologia para enviar homens à Lua era insuficiente ou que o Cinturão de Van Allen, erupções solares, vento solar, ejeções de massa coronal, e raios cósmicos tornariam uma viagem destas impossível.
Vince Calder e Andrew Johnson, cientistas do Argonne National Laboratory, deram respostas detalhadas às afirmações dos conspiradores no site do laboratório. Eles disseram que o registro da NASA do pouso lunar é exato, o que permite que aconteçam erros como fotos com a etiqueta trocada e lembranças pessoais imprecisas. Neste tipo de teste, qualquer hipótese que é contradita pelos fatos observáveis deve ser rejeitada. A falta de uma consistência entre as diversas teorias de fraude acontece porque ela varia de pessoa para pessoa. A hipótese do pouso real é uma história singular, já que tem uma única fonte, mas existem muitas hipóteses de fraude, cada uma dirigida a um aspecto específico do pouso lunar. Também não há consistências nos proponentes de fraude, alguns admitindo coisas que os outros alegam não ter ocorrido.

### Número de conspiradores envolvidos
De acordo com James Longuski, professor de Engenharia Aeronáutica e Astronáutica na Universidade Purdue, o tamanho e complexidade dos alegados cenários de teorias conspiratórias tornam a sua veracidade uma impossibilidade. Mais de 400.000 pessoas trabalharam no projeto do pouso na Lua por aproximadamente dez anos, e uma dúzia de homens que caminharam sobre a Lua retornaram à Terra para recontar suas experiências. Centenas de milhares de pessoas, incluindo astronautas, cientistas, engenheiros, técnicos e trabalhadores especializados, teriam que guardar o segredo. Longuski também afirma que seria muito mais fácil pousar de verdade na Lua do que gerar uma conspiração tão imensa para falsificar o pouso.

## Evidências independentes das missões lunares
Veja também: Evidências independentes das missões lunares

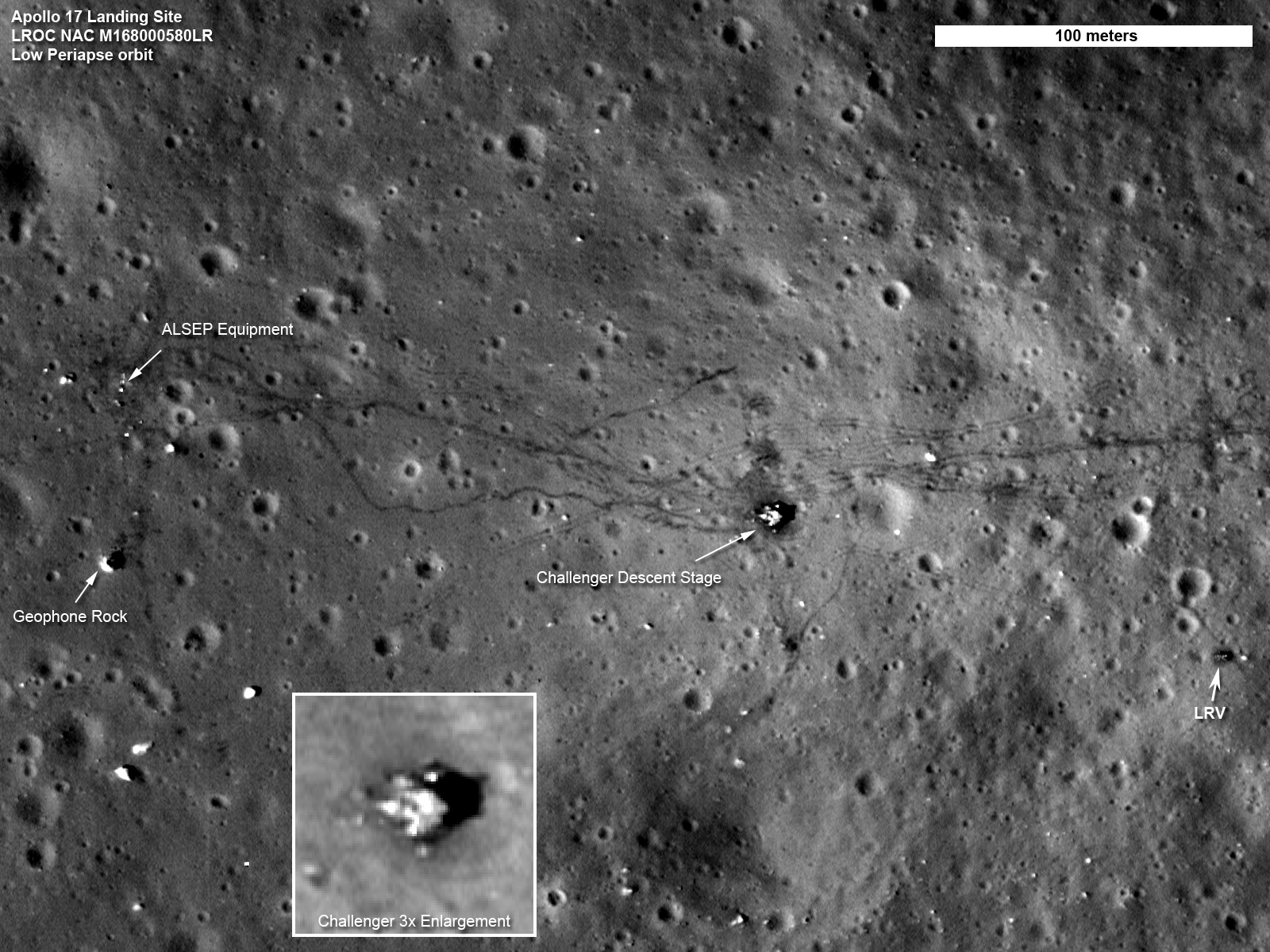
Imagem tirada pelo Lunar Reconnaissance Orbiter da área em volta do local da aterragem do Apollo 17.

Os conspiradores alegam que observatórios profissionais e o telescópio espacial Hubble deveriam poder fotografar os locais de pouso lunar. O argumento segue que se os telescópios podem ver "até os limites do Universo" então eles devem ser capazes de tirar fotos dos locais de pousos lunares. A implicação é que os principais observatórios do mundo (bem como o programa Hubble) são cúmplices da fraude por não fazerem fotos dos locais de pouso.
- A resolução angular de um telescópio (ignorando os efeitos da atmosfera terrestre) é limitada pela difração da luz nas partes ópticas do mesmo. Este limite de difração depende linearmente da abertura do telescópio de forma que nos comprimentos de onda da luz visível a resolução é de cerca de 14,1/D arco segundos, onde D é a abertura do telescópio em centímetros. Para o telescópio espacial Hubble em órbita baixa cujo espelho tem 2,4 metros de diâmetro, a resolução angular limitada pela difração é de cerca de 0,059 arco-segundos, o que corresponde a um objeto de 110 metros na distância da Lua. Para poder resolver um objeto de 1 metro em um único pixel, seria necessário um telescópio de 110 metros, muito maior que o telescópio espacial Hubble, e com cerca de 250 metros de diâmetros. Mas para resolver um objeto com detalhes suficientes para reconhecer que objeto se trata é preciso de resolução 100 vezes melhor, ou um telescópio cuja abertura seja de 25 km de diâmetro. Além disso, qualquer telescópio baseado em terra precisa lidar com os efeitos de ver além do que é possível atualmente com óptica adaptativa.

### Rochas lunares

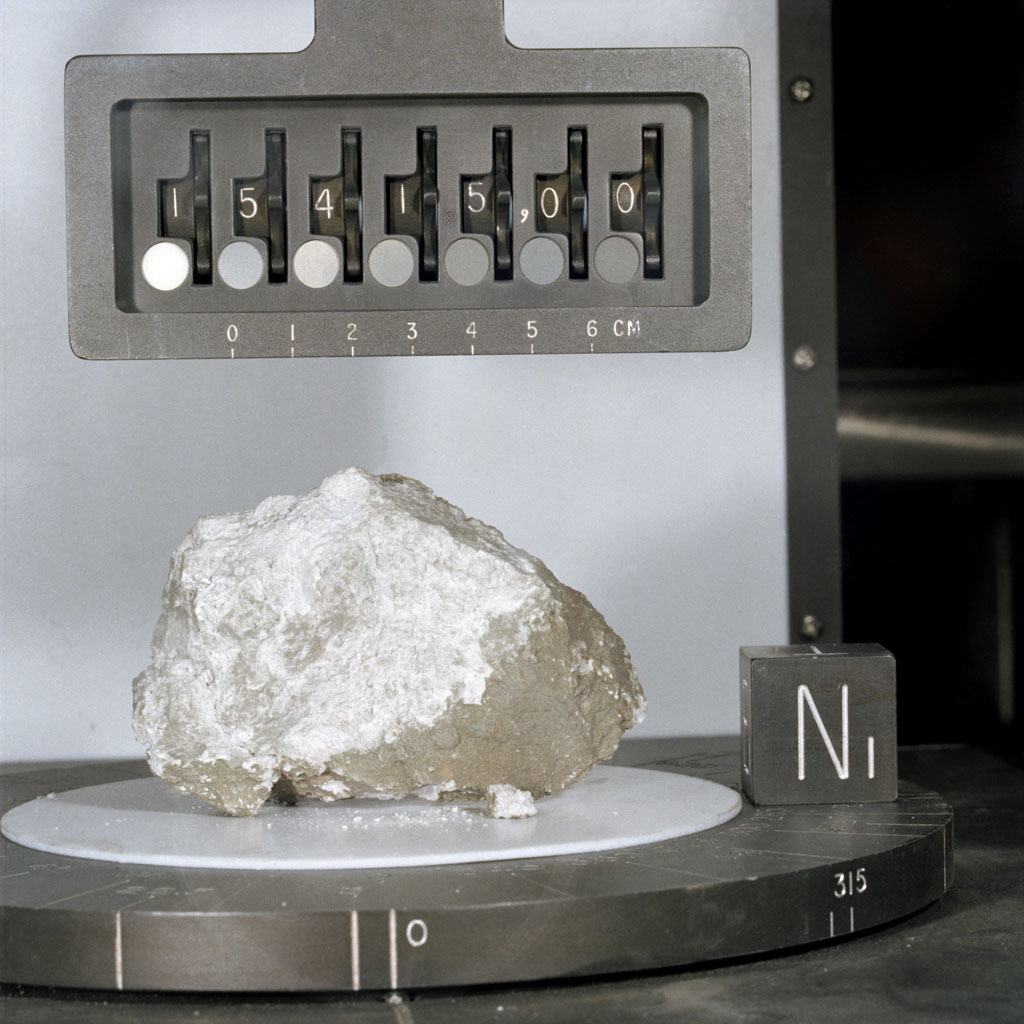
Pedra do Gênesis trazida pela missão da Apollo 15, mais velha do que qualquer outra rocha na Terra.

O programa Apollo coletou um total de 382 quilogramas de rochas lunares durante as missões Apollo 11, 12, 14, 15, 16 e 17. A análise feita por cientistas do mundo inteiro concorda que estas rochas vieram da Lua - não existe nenhum artigo publicado em jornais e revistas científicas colocando em dúvida esta afirmação. As amostras da Apollo são facilmente distinguíveis de meteoritos e rochas terrestres por apresentarem uma ausência total de produtos de alteração por umidade; elas também apresentam evidências de ter sido sujeitas a impactos em um corpo sem ar, e possuem características geoquímicas únicas. Além disso, a maioria delas é muito mais antiga que as mais antigas rochas encontradas na Terra (bem além de 600.000.000 de anos). Mais importante, elas possuem as mesmas características das amostras lunares soviéticas, obtidas posteriormente.
Os proponentes da teoria da fraude alegam que a viagem de Wernher von Braun para a Antártida, em 1967 (aproximadamente dois anos antes de 16 de julho de 1969, data do lançamento da Apollo 11), foi para estudar e/ou coletar meteoritos para utilizar como falsas pedras lunares. Como von Braun era um ex oficial da SS (apesar de ter sido detido pela Gestapo), alguns proponentes têm sugerido que ele poderia ser suscetível à pressão de participar da conspiração para se proteger de recriminações sobre o seu passado. Enquanto a NASA não fornece muitas informações sobre o porquê de o Diretor MSFC e outros três terrem ido à Antártica, naquela época, é dito que o objetivo era "examinar fatores ambientais e logísticos que podem estar relacionados ao planejamento de futuras missões ao espaço, e equipamento." Um artigo de Sankar Chatterjee, da Texas Tech University, aponta que von Braun enviou uma carta a F. Alton Wade, predecessor de Chatterjee, e que "von Braun estava procurando por um local secreto para ajudar a treinar os primeiros astronautas dos Estados Unidos. Wade indicou a von Braun a Antártica". É preciso lembrar, contudo, que até a atualidade a NASA continua a enviar equipes para trabalhar em lugares da Antártida que são bem secos e imitam as condições em outros corpos celestes, como Marte e a Lua.
A comunidade científica aceita que rochas foram ejetadas tanto da superfície marciana quanto lunar, durante eventos de impacto, e que alguns destes devem ter caído na terra na forma de meteoritos marcianos e lunares. Entretanto, o primeiro meteorito lunar antártico foi coletado em 1979 (quando as missões tripuladas à Lua já nem eram mais realizadas), e sua origem lunar não foi reconhecida antes de 1982. Mais ainda, meteoritos lunares são tão raros que é bastante improvável que eles poderiam responder pelos 382 quilogramas de rochas lunares que a NASA obteve entre 1969 e 1972. Até hoje, só foram descobertos 30 quilogramas de meteoritos lunares, apesar de colecionadores particulares e agências governamentais do mundo inteiro procurarem por eles por mais de 20 anos.
A enorme quantidade de amostras das missões Apollo combinadas tornam implausível este cenário. Enquanto as missões Apollo obtiveram 382 quilogramas de rochas lunares, as missões robóticas Luna 16, Luna 20, e Luna 24 soviéticas conseguiram apenas 326 gramas, combinadas (ou seja, menos de um milésimo). De fato, os planos atuais para retornar amostras de solo marciano vão obter cerca de 500 gramas de solo, e uma missão de coleta de amostras recentemente proposta, South Pole-Aitken basin, vai retornar cerca de 1 quilograma de amostras lunares. Se uma tecnologia similar à soviética ou às modernas fosse usada para coletar as amostras da Apollo, seriam necessárias entre 300 e 2000 missões de coleta robótica para obter a quantia de amostras lunares que a NASA tem guardadas.

Sobre a composição das rochas lunares, Kaysing perguntou:
"Por que não há menção de ouro, prata, diamantes, e outros metais preciosos na Lua? Isto nunca foi discutido pela imprensa ou astronautas.", p. 8
 Os geólogos sabem que os depósitos de ouro e prata na Terra são o resultado da ação de fluidos hidrotermais concentrando os metais preciosos em veios de minério. Como já em 1969 sabia-se que não havia água na Lua, nenhum geólogo se incomodaria em discutir a possibilidade de encontrar estes na Lua em qualquer quantidade significante.

## Controvérsias
Como mencionado acima, muitas alegações de fraude estão focadas em problemas com porções específicas do registro histórico dos pousos lunares. Segue uma avaliação destas alegações, bem como a resposta de várias fontes;

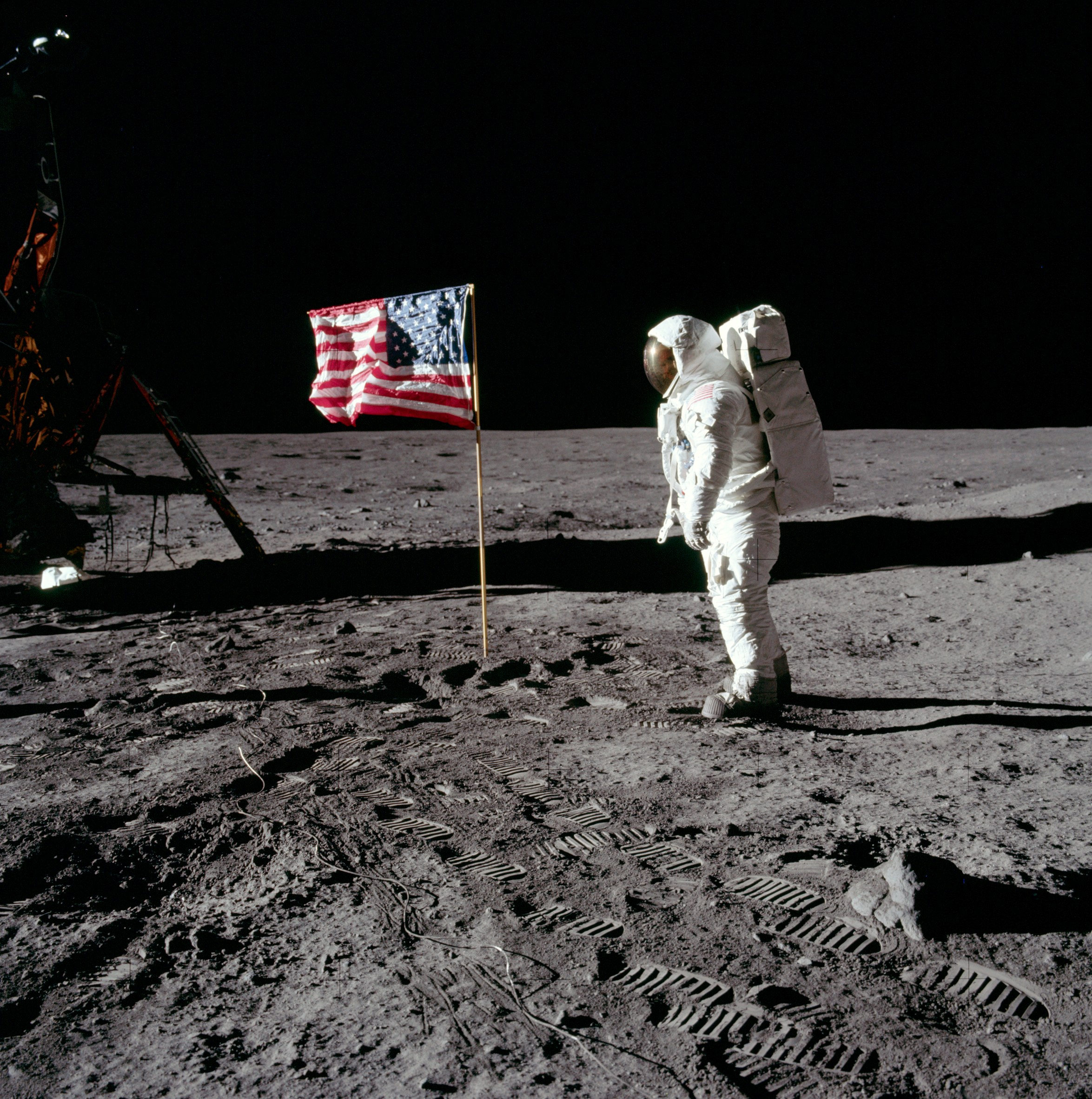
Momento no qual se finca a bandeira estadunidense durante a Apollo 14.
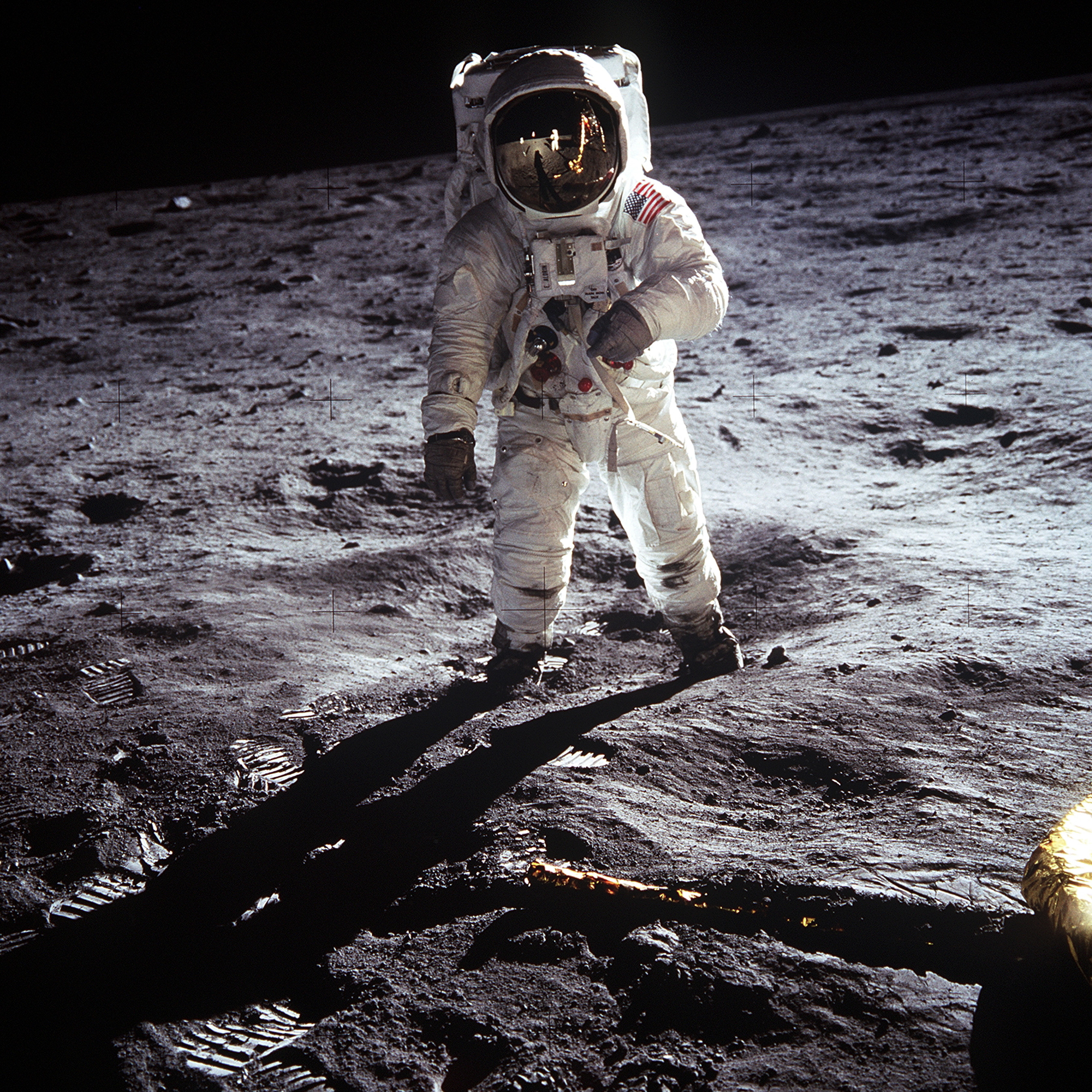
Fotografía da bandeira estadunidense durante a Apollo 11.
- Fotografia de Buzz Aldrin durante a Apollo 11.

### Desaparecimento de dados

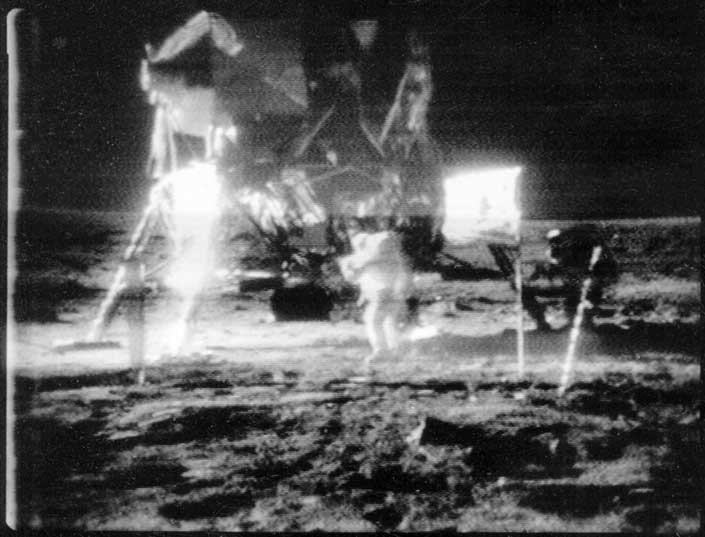
Foto da imagem de alta qualidade da SSTV antes da conversão de scan

Os projetos e desenhos das máquinas envolvidas desapareceram. As fitas da Apolo 11 contendo telemetria e o vídeo de alta qualidade (antes da conversão de scan) do primeiro pouso lunar desapareceram. Para mais informações veja Fitas desaparecidas da Apollo 11.
a) o Dr. David Williams (arquivista da NASA no Goddard Space Flight Center) e o diretor de voo da Apollo 11 Eugene F. Kranz reconheceram que as fitas de telemetria da Apollo 11 estão desaparecidas. Os proponentes da fraude interpretam isto como sendo um reforço à teoria de que eles nunca existiram.
- Somente as fitas de telemetria da Apollo 11 feitas durante a caminhada na Lua estão desaparecidas, e não os das Apollo 12, 14, 15, 16 e 17. Por razões técnicas, o Módulo Lunar da Apollo 11 (LM) carregava uma câmera de televisão de escaneamento lento (SSTV) (veja câmera de TV Apollo). Para transmitir para aparelhos de televisão comuns, uma conversão de escaneamento deveria ser feita. O radiotelescópio no Observatório Parkes, na Austrália, estava em posição de receber a telemetria da Lua no horário do passeio lunar. O Parkes possuía uma antena maior que a antena da NASA na Austrália, no Honeysuckl Creek Tracking Station, de modo que este recebeu uma imagem melhor. Também receberam uma imagem melhor que a antena da NASA no Goldstone Deep Space Communications Complex. Este sinal direto de TV, junto com os dados de telemetria, foi registrado em um tape de 14 trilhas e uma polegada. Uma conversão simples, em tempo real, do sinal de SSTV foi feito na Austrália antes de ser transmitido para o mundo. A transmissão original de SSTV possuía melhores detalhes e contrastes que as imagens de conversão de escaneamento. É esta fita feita na Austrália antes da conversão de escaneamento que está desaparecida. Fitas ou filmes das imagens já com a conversão de escaneamento estão disponíveis (veja as fotos). Além disso, cerca de quinze minutos das imagens de SSTV do passeio lunar da Apollo 11 foram filmadas em um filme amador de 8 mm, e também estão disponíveis. Pelo menos algumas das fitas de telemetria dos experimentos científicos deixados na Lua (que funcionaram até 1977) ainda existem, de acordo com o Dr. Williams. Cópias destas fitas foram encontradas.

- Outras pessoas estão procurando as fitas de telemetria desaparecidas, mas por razões diferentes. As fitas contêm o registro de vídeo original e com melhor qualidade do pouso da Apollo 11, que muitos ex funcionários da Apollo querem guardar para a posteridade, enquanto engenheiros da NASA que estão trabalhando em futuras missões lunares acreditam que o dados de telemetria da Apollo podem ser úteis para seus estudos e projetos. Suas investigações determinaram que as fitas da Apollo 11 foram enviadas para armazenagem no U.S. National Archives em 1970, mas em 1984 todas as fitas da Apollo 11 retornaram para o Goddard Space Flight Center a pedido. Acredita-se que as fitas foram guardadas em vez de reutilizadas, e estão sendo dispendidos esforços para determinar onde elas estão armazenadas. O Goddard estava armazenando 35.000 novas fitas por ano em 1967, mesmo antes dos pousos lunares.

- Em 1 de novembro de 2006, a Cosmos Magazine relatou que cerca de uma centena de fitas de dados gravadas na Austrália, durante a missão Apollo 11, foram descobertas em um pequeno laboratório de ciência marinha no prédio principal de física na Curtin University of Technology em Perth, Austrália. Uma das fitas antigas foi enviada à NASA para análise. As imagens de escaneamento lento de TV não estavam na fita. O Sunday Express britânico relatou no fim de junho de 2009 que as fitas desaparecidas foram encontradas em um depósito em um porão de um prédio em um campus universitário em Perth, Austrália.

- Em 16 de julho de 2009, a NASA indicou que deve ter apagado o registro original da Apollo 11, anos atrás, para poder reutilizar a fita. O engenheiro sênior Dick Nafzger, que estava no comando do registro das transmissões de TV durante as missões Apollo, agora está no comando da restauração da fitas. Depois de uma custosa busca de três anos a "conclusão inescapável" era que 45 fitas do vídeo da Apollo 11 foram apagados e reutilizados, afirmou Nafzger. em tempo para o aniversário de 40 anos do pouso lunar da Apollo, a Lowry Digital de Burbank, Califórnia, recebeu a tarefa de restaurar os filmes remanescentes. O presidente da Lowry Digital, Mike Inchalik, declarou que "este é de longe o vídeo de mais baixa qualidade" que a companhia já teve que lidar. Nafzger eolgiuo Lowry por restaurar o aspecto original do vídeo da Apollo, que irá permanecer em preto e branco e conter melhorias digitais conservadoras. O projeto de restauração de US$230.000 levará meses para completar e não irá incluir melhoramentos na qualidade do som. Algumas seleções da filmagem em Alta Definição estão disponíveis no website da NASA.

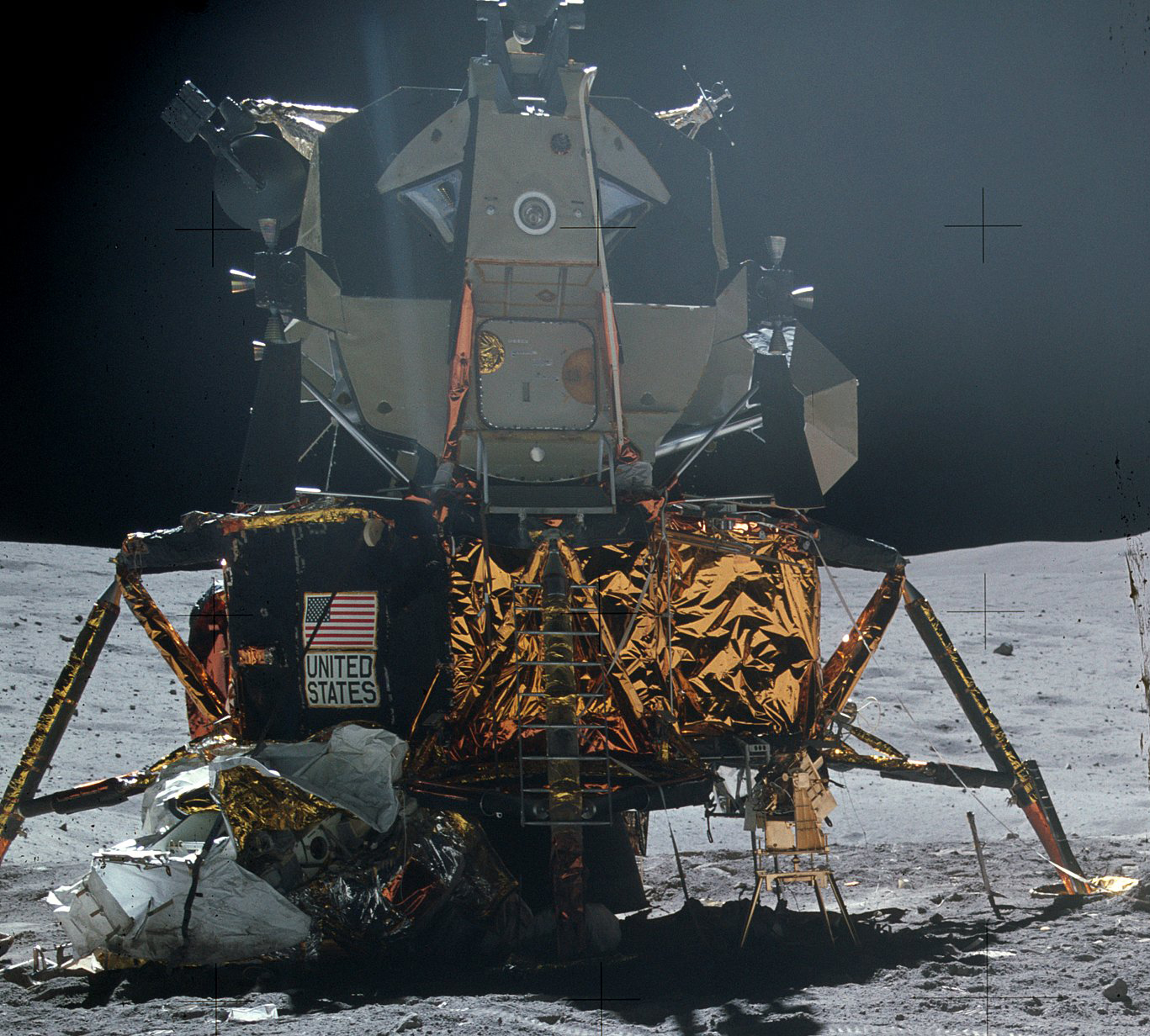
Módulo Lunar da Apollo 16

b) Proponentes da fraude dizem que os projetos do Módulo Lunar Apollo, rover, e equipamentos associados estão desaparecidos.
-  Existem alguns diagramas do Módulo Lunar e do Buggy Lunar no website da NASA bem como no site pró fraude Xenophilia.com. A Grumman parece ter destruído a maior parte da documentação.

-  Apesar das questões sobre a existência ou localização dos projetos do LM, um LM não usado está em exibição no Cradle of Aviation Museum. O Módulo Lunar LM-13 teria pousado na Lua durante a Apollo 18, que foi cancelada, mas foi armazenado quando a missão foi cancelada. Desde então ele foi restaurado e colocado em exposição. Outros Módulos Lunares também estão em exposição: o LM-2 no National Air and Space Museum e o LM-9 no Kennedy Space Center. 

- Cópias dos projetos do Saturn V existem em microfilme.

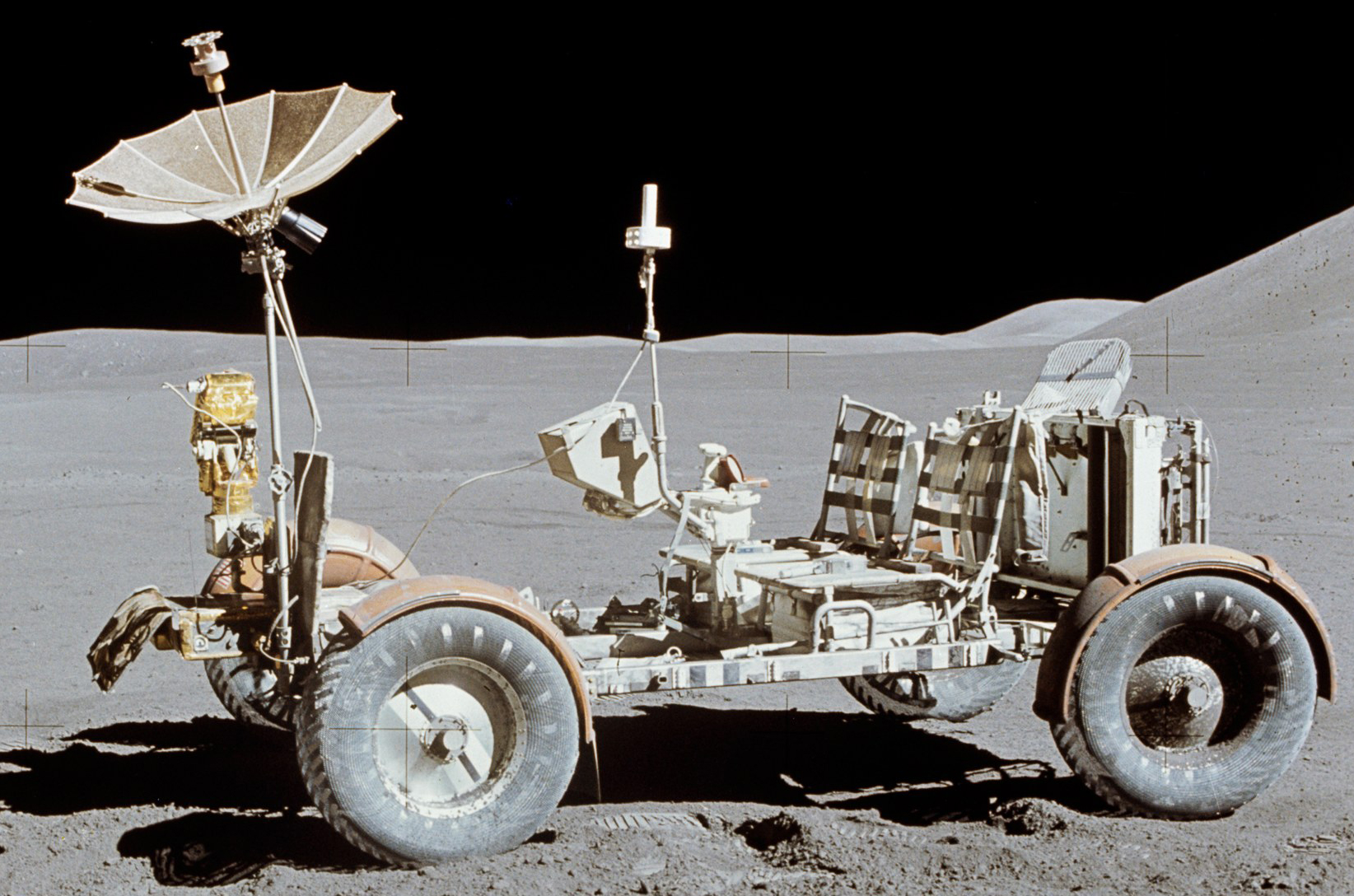
Rover Lunar da Apollo 15

-  Rovers lunares para quatro missões foram construídas. Três deles foram levados à Lua nas Apollo 15, 16 e 17, e deixados lá. Após a Apollo 18 ter sido cancelada (veja Missões Apollo canceladas), o outro rover lunar foi usado para fornecer partes sobressalentes para as missões Apollo 15 a 17. Os únicos rovers lunares em exibição são veículos e testes, treino, e modelos. Os "Jipes Lunares" foram construídos pela Boeing (the New Encyclopædia Britannica Micropedia, 2005, vol 2, p 319). O manual de operações de 221 páginas do Lunar Rover contém alguns desenhos detalhados, apesar de não conter os projetos detalhados.

### Capacidade técnica dos EUA em relação à URSS
Bart Sibrel alega que na época da Apollo, a União Soviética tinha cinco vezes mais homens-horas no espaço que os Estados Unidos. Eles conseguiram:
1. O primeiro satélite artificial em órbita (outubro de 1957, Sputnik 1).[61]
2. O primeiro ser vivo a entrar em órbita, uma cadela de nome Laika (novembro de 1957, no Sputnik 2)
3. O primeiro retorno seguro de um ser vivo de órbita, dois cães, Belka e Strelka, 40 camundongos, 2 ratos (agosto de 1960, Korabl-Sputnik 2).
4. O primeiro homem no espaço, Yuri Gagarin, também o primeiro homem a orbitar a Terra (abril de 1961, Vostok 1).
5. Primeiros a ter duas espaçonaves em órbita ao mesmo tempo (mas não foi um rendezvous espacial, conforme descrito frequentemente) (agosto de 1962, Vostok 3 e Vostok 4).
6. Primeira mulher no espaço, Valentina Tereshkova (junho de 1963, Vostok 6, como parte de um segundo voo simultâneo de duas espaçonaves, incluindo a Vostok 5).
7. Primeira tripulação de três cosmonautas a bordo de uma espaçonave (outubro de 1964, Voskhod 1).
8. Primeira atividade extra-veicular espacial (março de 1965, Voskhod 2).

Em 27 de janeiro de 1967, os três astronautas a bordo da Apollo 1 morreram em um incêndio, durante um treino. O incêndio começou com uma faísca na atmosfera extra-oxigenada usada no teste da espaçonave, e foi alimentada por uma quantidade significativa de material combustível dentro da espaçonave. Dois anos mais tarde a NASA declarou que todos os problemas foram corrigidos. Bart Sibrel acredita que o acidente levou a NASA a concluir que a única maneira de vencer a corrida à Lua era falsificando os pousos. De qualquer forma, o primeiro voo tripulado da Apollo, a Apollo 7, aconteceu em outubro de 1968, 21 meses após o incêndio.
- Antes do primeiro voo orbital tripulado da Apollo (Apollo 7), a União Soviética fez nove voos espaciais (sete com um cosmonauta, um com dois, um com três. Os Estados Unidos fizeram 16 voos (seis com um astronauta, dez com dois). A União Soviética e os Estados Unidos fizeram cada um seis voos espaciais em 1961-1963, todos com um astronauta ou cosmonauta. A União Soviética fez somente três voos espaciais em 1964-1967 (cada um durando um pouco mais de um dia) enquanto os Estados Unidos fizeram dez missões neste período (com duração média de quatro dias cada). Em termos de horas de espaçonave, a União Soviética tinha 460 horas de voo espacial, e os Estados Unidos tinham 1.024 horas. Em termos de tempo de astronauta/cosmonauta, a União Soviética acumulara 1.992 horas. Na época da Apollo 11, a liderança dos Estados Unidos era muito maior que isto (veja-se a Lista de voos espaciais tripulados da década de 1960).
- A NASA e outros afirmaram que estas conquistas pelos soviéticos não eram tão impressionantes quanto a lista faz crer; um número destas conquistas foram apenas para marcar pontos, sem trazer avanços tecnológicos significativos, ou de qualquer outro tipo (por exemplo, a primeira mulher no espaço).[63]
- Um exame mais detido das muitas missões de voo revela muitos problemas, riscos e quase-catástrofes tanto para o programa soviético quanto o americano. Um "primeiro" negativo dos soviéticos foi a primeira fatalidade em voo, em abril de 1967, três meses após o fogo da Apollo 1, quando a Soyuz 1 espatifou-se. Apesar deste desastre, o programa Soyuz continuou, depois de um intervalo grande para resolver problemas de projeto, como com o programa Apollo.
- Muitas das conquistas soviéticas listadas acima foram repetidas pelos EEUU nos 12 meses seguinte (ocasionalmente em algumas semanas). Em 1965 os Estados Unidos começaram a conquistar vários "primeiros" que eram passos importantes em uma missão para a Lua. Veja a lista de marcos na exploração espacial, 1957-1969 para uma lista mais completa de conquistas tanto dos Estados Unidos e União Soviética. A União Soviética nunca teve sucesso em desenvolver um foguete capaz de uma missão de pouso na Lua — o foguete N1 falhou em todas as quatro tentativas de lançamento. Eles nunca testaram um módulo de pouso lunar em uma missão tripulada.[64]

### Fotografias e filmes
Os proponentes da teoria da fraude gastam uma porção substancial de seus esforços examinando as fotos da NASA. Eles apontam várias coisas estranhas nas fotos e filmes feitas na Lua. Especialistas em fotografia (mesmo não relacionados à NASA) respondem que estes aspectos, mesmo que às vezes contra-intuitivos, são precisamente o que se esperaria de um pouso lunar real, e o contrário do que se esperaria de uma imagem de estúdio. Os proponentes da fraude também declaram que informantes teriam manipulado deliberadamente as fotos da NASA na esperança de expôr a mesma.
1. Cruzes que parecem estar atrás dos objetos
2. :* A superexposição faz com que os objetos brancos vazem para as áreas escuras no filme.
3. Cruzes que estão fora da posição ou rotacionadas.
4. :* Versões populares de fotos sofrem cortes ou rotações para um melhor impacto estético.
5. A qualidade das fotos é incrivelmente boa.
6. :* Existem muitas fotos de baixa qualidade feitas pelos astronautas da Apollo. A NASA escolheu para publicar somente as melhores.[65][66]
7. :* Os astronautas da Apollo usaram câmeras e filmes profissionais de 70mm e alta resolução.[67]
8. Não aparecem estrelas em qualquer uma das fotos. Os astronautas da Apolo 11 também alegaram em uma conferência com a imprensa depois do evento que eles não se lembram de ter visto qualquer estrela.
9. :* O Sol estava brilhando. As câmeras foram preparadas para exposição em luz do dia, e não poderiam registrar pontos fracos de luz.[68], pp. 158–160Mesmo as estrelas mais brilhantes são fracas e difíceis de ver durante do dia na Lua. O albedo da Lua é bastante alto e sem uma atmosfera para atravesser, a luz diurna na superfície é muito mais brilhante que na Terra. Neil Armstrong afirmou que não podia ver estelas no lado iluminado da Lua à vista desarmada.[69] Edwin Aldrin não viu estrelas na Lua. Harrison Schmitt não viu estrelas na Lua.[70] Os olhos dos astronautas estavam adaptados para o cenário fortemente iluminado, portanto não poderiam ver as estrelas que são relativamente mais fracas. Os ajustes da câmera podem tornar um fundo bem iluminado em escuro quando o objeto em primeiro plano está bem iluminado, forçando a câmera a aumentar a velocidade do obturador para que a luz do primeiro plano não queime completamente a imagem. Uma demonstração deste efeito pode ser visto «aqui». commons.wikimedia.org. O efeito é similar a não conseguir ver estrelas do lado de fora quando dentro de uma sala bem iluminada - as estrelas só ficam visíveis quando as luzes são desligadas. Os astronutas podiam ver estrelas a olho nu somente quando estavam na sombra da Lua. Todos os pousos foram feitos na luz do dia.[71]
10. A cor e ângulo das sombras e luzes são inconsistentes.
11. :* As sombras na Lua são complicadas por um solo irregular, distorções causadas por lentes grande-angulares, luz refletida pela Terra, e pela poeira lunar.[68], pp. 167–172 As sombras também sofrem distorções de perspectiva, convergindo para um ponto de fuga no horizonte.
12. :* Esta teoria foi demonstrada como sendo sem fundamento pelos episódio dos Caçadores de mitos 104 da temporada de 2008 (6a. temporada).
13. Fundos idênticos em fotos que, pelo seus títulos, foram feitas a uma distância de milhas umas das outras.
14. :* As fotos não eram idênticas, apenas similares. Os objetos no fundo eram montanhas que estavam a muitos quilômetros de distância. Sem uma atmosfera para obscurecer objetos distantes, é difícil dizer a distância e escala relativa dos objetos da paisagem lunar.[72] Um caso específico é desmontado em Who Mourns for Apollo, por Mike Bara.[73]
15. O número de fotos feitas é incrivelmente alto. Cerca de uma foto a cada 50 segundos.[74]
16. :* Equipamento simplificado com regulagem fixa permitem duas fotos por segundo. Muitas foram feitas uma imediatamente após a outra. E este cálculo foi feito tendo como base um astronauta na superfície, e não leva em conta que havia duas pessoas dividindo as tarefas durante as AEV.
17. As fotos contém artefatos como as duas que parecem 'C's em uma rocha e no fundo.
18. :* A imagem em forma de "C" resultou de imperfeições na reprodução, não no filme original.[75][76]
19. Um residente de Perth, Austrália, com o pseudônimo de "Una Ronald", disse que viu uma garrafa de refrigerante na imagem.
20. :* Não se encontrou nenhuma reportagem ou relato em jornal. A existência de "Una Ronald" é autenticada somente por uma fonte. Existem também falhas na história, como a declaração que ela teve que ficar "acordada até tarde" que é facilmente refutada por numerosas testemunhas na Austrália que observaram o mesmo evento no meio do dia, já que o evento era compulsório para os estudantes na Austrália.[77]
21. O livro Moon Shot contém uma composição fotográfica óbvia de Alan Shepard acertando uma bola de golfe na Lua com outro astronauta.
22. :* Ela foi usada em lugar das únicas imagens reais, feitas no monitor de TV, que os editores do livro aparentemente acharam muito granuladas para apresentar na seção de fotos do livro. Os editores do livro não trabalham para a NASA.
23. Existem "pontos quentes" em algumas fotos que sugerem que um grande holofote foi usado a curta distância.
24. :* Buracos na poeira lunar focam e refletem a luz de uma forma semelhante a minúsculas esferas de luz usadas nas pinturas de sinais de trânsito, ou gotas de orvalho na grama. isto cria um brilho em torno da sombra do fotógrafo quando este aparece na foto. (veja Heiligenschein)
25. :* Se o fotógrafo está na luz enquanto fotografa a sombra, a luz refletida de sua roupa espacial branca produz um efeito semelhante ao de um refletor.[78]
26. Pegadas na poeira lunar extraordinariamente fina, sem umidade ou atmosfera ou gravidade forte, ficam surpreendentemente bem preservadas, nas mentes de alguns observadores - como se tivessem sido feitas em areia úmida.
27. :* A poeira é silicato, e tem uma propriedade especial no vácuo de se agregar daquele jeito. Os astronautas descreveram ela como sendo parecida com "talco ou areia úmida".[73]
28. :* Esta teoria foi demonstrada como sem fundamento pelo episódio 104 dos Caçadores de mitos.
29. Em um momento do filme, é possível notar algo semelhante a um fio segurando um dos tripulantes, no momento em que a luz reflete no material. Segurar os tripulantes por fios seria uma técnica para que parecesse que eles estavam "flutuando" na Lua.

### Radiação ionizante e calor
Desafios e respostas
1. Os astronautas não poderiam ter sobrevivido à viagem devido a exposição à radiação do cinturão de Van Allen e a radiação ambiente galáctica (veja envenenamento radioativo). Alguns teoristas da fraude sugerem que o Starfish Prime (teste nuclear a alta altitude em 1962) foi uma tentativa falha de romper os cinturões de Van Allen.
2. :* A Lua está dez vezes mais alta que os cinturões radiativos de Van Allen. As espaçonaves atravessaram os cinturões em apenas 30 minutos, e os astronautas estavam protegidos da radiação ionizante pela carcaça de alumínio da espaçonave. Além disso, a trajetória da órbita de transferência da terra para a Lua pelos cinturões foi selecionada para minimizar a exposição à radiação. Mesmo o dr. James Van Allen, que descobriu os cinturões de radiação de Van Allen, refutou as alegações de que os níveis de radiação eram muito perigosos para as missões Apollo. Plait cita uma dose média de menos de um rem, o equivalente a radiação ambiente recebida por quem vive ano nível do mar por três anos.[68], pp. 160–162 A espaçonave passou pelo intenso cinturão interno em minutos e o cinturão externo com energia mais baixo em cerca de uma hora e meia. Os astronautas estavam protegidos da radiação pela espaçonave. A radiação total recebida na viagem era aproximadamente a mesma recebida por operários no campo nuclear em um ano.[79]
3. :* A radiação é na verdade uma evidência que os astronautas foram à Lua. Irene Schneider relata que trinta e três dos trinta e seis astronautas da Apollo envolvidos nas nove missões Apollo que deixaram a órbita da Terra desenvolveram os primeiros estágios de cataratas que se demonstrou serem causados pela exposição à radiação dos raios cósmicos durante suas viagens.[80] Entretanto, somente vinte e sete astronautas deixaram a órbita da Terra. Pelo menos trinta e nove ex-astronautas desenvolveram cataratas. Trinta e seis deles estavam envolvidos em missões de alta radiação como as missões lunares da Apollo.[81]
4. Os filmes nas câmeras deveriam ter sido velados por esta radiação.
5. :* O filme foi mantido em compartimentos metálicos para evitar que a radiação velasse a emulsão dos filmes.[68], pp. 162–163 Além disso, os filmes levados por sondas lunares não tripulares como do programa Lunar Orbiter e Luna 3 (que usava processos de revelação de filmes on-board) não foram veladas.
6. A superfície da Lua durante o dia era tão quente que o filme da câmera teria derretido.
7. :* Não há atmosfera para transferir de forma eficiente o calor da superfície lunar para dispositivos como as câmeras que não estavam em contato direto com o solo. No vácuo, somente a radiação funciona como mecanismo de transferência de calor. A física da transferência de calor por radiação é bem entendida, e o uso correto de acabamento óptico e pintura era o suficiente para controlar a temperatura do filme dentro das câmeras; a temperatura nos módulos lunares foi controlada com acabamentos similares que davam a elas a cor dourada. Além disso, enquanto a superfície lunar realmente fica bastante quente durante o meio-dia lunar, todos os pousos das Apollo foram feitos pouco tempo após o sol se levantar sobre o lugar do pouso. Durante as estadas mais longas, os astronautas perceberam o acréscimo na carga dos refrigeradores de suas roupas espaciais conforme o Sol continuava a se elevar e a temperatura superficial aumentava, mas o efeito era facilmente contrabalançado pelos sistemas ativos e passivos de resfriamento.[68], pp. 165–67 O filme não estava sob luz solar direta, por isto ele não superaqueceu.[82]
8. :* Nota: todos os pousos lunares aconteceram durante o dia lunar. O dia lunar dura aproximadamente 29½ dias, e como consequência um dia (amanhecer até anoitecer) dura quase quinze dias. Assim não havia nascer ou por do Sol enquanto os astronautas estavam na superfície. A maior parte das missões aconteceram durante os primeiros dias terrenos do dia lunar.
9. A tripulação da Apollo 16 não poderia ter sobrevivido a uma grande erupção solar que disparou quando eles estavam a caminho da Lua. "Eles deveriam ter sido fritos."
10. :* Nenhuma grande erupção solar aconteceu durante o voo da Apollo 16. Houve grandes erupções solares em agosto de 1972, depois que a Apollo 16 retornou à Terra e antes do voo da Apollo 17.[83][84]

### Transmissões de rádio
Desafios e respostas
1. Falta o intervalo de mais de dois segundos nas comunicações a uma distância de 400.000 km.
2. :* O tempo de viagem de mais de dois segundos da luz é aparente em todos os registros da conversa lunar, mas não aparece da forma esperada todas as vezes. Existem também alguns filmes

### Aspectos mecânicos
Desafios e respostas
1. Não há uma cratera ou outro sinal de que a poeira tenha sido espalhado como visto nos filmes de 16 mm de cada pouso.[18], p. 75
2. :* Não deveria haver nenhuma cratera. O Descent Propulsions System (sistema de propulsão de descida) estava com a pressão mínima durante o final do pouso. O Módulo Lunar não estava mais desacelerando rapidamente, assim o motor de descida só precisava suportar o peso próprio do Módulo Lunar, que estava diminuído em 1/6 pela gravidade lunar e pela quase exaustão do combustível usado na descida. No pouso, o impulso divido pela área do nozzle é de cerca de 10 quilopascais (1,5 Psi).[68], p. 164 Além do nozzle do motor, o escape se espalha e a pressão cai rapidamente. (Em comparação, o primeiro estágio do Saturn V F-1 produzia 3,2 megapascais (459 Psi) na saída do nozzle.) Os gases de escape do foguete expandem muito mais rapidamente após deixar o nozzle do motor em um ambiente de vácuo do que na atmosfera. O efeito de uma atmosfera nos gases de um foguete podem ser facilmente vistos em lançamentos da Terra: conforme o foguete sobe sobre a atmosfera cada vez mais fina, o escape dos gases alarga de forma bastante perceptível. Para reduzir este efeito, os foguetes projetados para operações no vácuo tem sinos maiores que os projetados para uso na superfície da Terra, mas eles ainda assim não podem evitar este espalhamento. Os gases do Módulo Lunar, portanto, expandiram-se rapidamente bem além do local de pouso. Entretanto, os motores de descida espalharam muita da poeira extrafina da superfície, como pode ser visto nos filmes de 16mm de cada pouso, e muitos comandantes de missão comentaram seu efeito sobre a visibilidade. Os módulos de descida estavam se movendo não apenas na vertical, mas também na horizontal, e as fotos mostram o efeito na superfície dos gases durante o final da descida. Finalmente, o regolito lunar é bastante compacto logo abaixo de sua superfície de poeira, tornando impossível os motores criarem uma "cratera".[68], pp. 163–165 De fato, uma cratera de descida foi medida sob o Módulo Lunar da Apollo 11 usando os comprimentos das sobmras dos sindos do motor de descida e as estimativas da quantidade que o equipamento de pouso comprimiu, e o quão profundo os apoios da cápsula pressionaram a superfície lunar, e o resultado encontrado foi que o módulo lunar erodiu uma camada de 10 a 15 cm de profundidade do regolito logo abaixo do sino do motor durante a descida final e pouso.[85],pp. 97–98
3. O segundo estágio do foguete de lançamento e/ou o estágio de ascensão do Módulo Lunar não produziram chama visível.
4. :* O Módulo Lunar usou Aerozine 50 (combustível) e tetróxido de dinitrogênio (comburente), escolhidos pela simplicidade e confiabilidade. Eles incendeiam de forma hipergólica -quando misturados- sem a necessidade de uma fagulha. Estes propelentes produzem uma exaustão praticamente transparente.[86] O mesmo combustível foi usado pelo núcleo do foguete americano Titan. A transparência da exaustão é aparente em muitas fotos de lançamento. As chamas de motores de foguete disparados em um vácuo espalham-se rapidamente conforme eles deixam o nozzle do motor (veja acima) o que reduz mais ainda sua visibilidade. Finalmente, os motores de foguetes geralmente trabalham com uma mistura "rica" para diminuir a corrosão interna. Na Terra, o excesso de combustível queima em contato com o oxigênio atmosférico. Isto não pode acontecer em um vácuo.
5. As rochas trazidas de volta da Lua são idêntica a rochas coletadas por expedições científicas à Antártida.
6. : Veja a seção "Rochas Lunares" abaixo
7. A presença de camada de poeira profunda em torno do módulo. Dado o disparo do motor de descida, ela não deveria estar presente.
8. :* A poeira é criada por uma chuva contínua de impactos de micro-meteoroides e possui tipicamente vários centímetros de espessura. Ela forma o topo do regolito lunar, uma camada de restos de impacto com vários metros de espessura e altamente compactada conforme a profundidade. Na Terra, a exaustão do foguete pode agitar a atmosfera sobre uma área bem grande. Na Lua, somente o próprio gás da exaustão pode mover a poeria. Algumas áreas em torno dos motores de descida foram limpas.[68], pp. 163–165
9. : Nota: além disso, os filmes dos astronautas e do rover lunar movendo a poeira lunar bem alto devido à baixa gravidade, mas acomodando-se imediatamente sem ar para pará-la. Se estes pousos tivessem sido falsificados na Terra, nuvens de poeira teriam se formado. (Elas podem ser vistos como uma 'falha' no filme Apollo 13, quando James Lovell (representado por Tom Hanks) imagina-se caminhando na Lua). Isto mostra claramente que os astronautas estavam (a) em baixa gravidade e (b) no vácuo.
10. A bandeira colocada na superfície pelos astronautas balançou apesar de não haver vento na Lua. Sibrel afirma que "o vento provavelmente foi causado pelo intenso ar-condicionado usado para resfriar os astronautas em suas roupas espaciais sem equipamentos de circulação. Os sistemas de resfriamento das mochilas foi removido para aliviar a carga não projetada para a gravidade terrestre seis vezes maior, caso contrário eles poderiam ter caído".
11. :* Os astronautas estavam colocando a bandeira em posição. Sem o arrasto da atmosfera, estes movimentos fizeram com que a ponta livre da bandeira balançasse como um pêndulo por algum tempo. Uma barra horizontal, visível em muitas fotografias, estendido no topo do mastro para manter a bandeira visível. A aparência enrugada da bandeira resultou dela estar dobrada durante o armazenamento, e poderia ser tomada por engano como resultado de movimento em uma fotografia. A barra horizontal do topo era telescópica e a tripulação da Apollo 11 não conseguiu estendê-la completamente. As tripulações das missões seguintes preferiram estender a mesma apenas parcialmente. Gravações de vídeo mostram que quando a bandeira para de balançar depois que os astronautas as largam, ela permanece imóvel. Em um certo vídeo a bandeira permanece completamente imóvel por mais de trinta minutos. (Veja inércia.) Veja as fotos abaixo.

- Foto recortada de Buzz Aldrin saudando a bandeira (note que os dedos da mão direita de Aldrin podem ser vistos atrás de seu capacete)
- Foto recortada tirada alguns segundos depois, a mão de Buzz Aldrin está para baixo, a cabeça virada para a câmera, a bandeira mantém-se inalterada
- Animação das duas fotos, mostrando que, apesar da câmera de Armstrong mover-se entre as exposições, a bandeira não apresenta qualquer movimento

A bandeira não está sendo agitada, mas balançando como um pêndulo depois de ter sido tocada pelos astronautas. Aqui tem um vídeo de três minutos da Apollo 15 mostrando que a bandeira não se move exceto quando um dos astronautas a move. Aqui há um vídeo de trinta minutos da Apollo 11 mostrando que a bandeira não se move.
- Esta teoria foi demonstrada como sem fundamento no episódio 104 da sexta temporada do Mythbusters.

12. O Módulo de Pouso pesava 17 toneladas e ficou em cima da areia sem causar impressão alguma, mas próximo a ele pegadas podem ser vistas na areia.
- O módulo de pouso pesava menos de três toneladas na Lua. Os astronautas eram muito mais leves que o módulo, mas suas botas eram muito menores que os apoios do módulo. A pressão, ou força por unidade de área, em vez da força, determina a extensão da compressão do regolito. Em algumas fotos as bases de apoio afundaram o regolito, especialmente quando se moveram para o lado durante o pouso. (A pressão exercida sob o pé do módulo de pouso, com o módulo pesando mais de 100 vezes que os astronautas teria magnitude similar à pressão exercida pelas botas dos astronautas.)

13. As unidades ar condicionado que eram parte das roupas dos astronautas não poderiam funcionar em um ambiente sem atmosfera.
- As unidades de resfriamento só funcionariam no vácuo. A água de um tanque na sacola fluía através de pequenos poros em uma placa sublimadora metálica onde ela vaporizava rapidamente para o espaço. A perda de calor pela vaporização congelava a água restante, formando uma camada de gelo do lado de fora da placa que também sublimava para o espaço (passando de sólido para gás, diretamente). Um ciclo de água separado fluía através da LCG (Liquid Cooling Garment) vestida pelo astronauta, levando o seu calor metabólico excedente pela placa do sublimador onde era resfriada e retornava para a LCG. 5,4 kg de água proporcionavam cerca de 8 horas de resfriamento. Por causa do seu volume, ela um dos itens que limitava a duração das AEV. Por este sistema não funcionar na atmosfera, os astronautas necessitavam de grande resfriadores externos para mantê-los confortáveis durante o treino na Terra.
- A refrigeração por radiação poderia evitar a necessidade de consumir água, mas ela não poderia funcionar abaixo da temperatura corporal em um volume tão pequeno. Os geradores termoelétricos de radioisótopos podem usar as aletas de resfriamento para permitir operação por tempo indefinido porque eles operam a temperaturas muito mais altas.

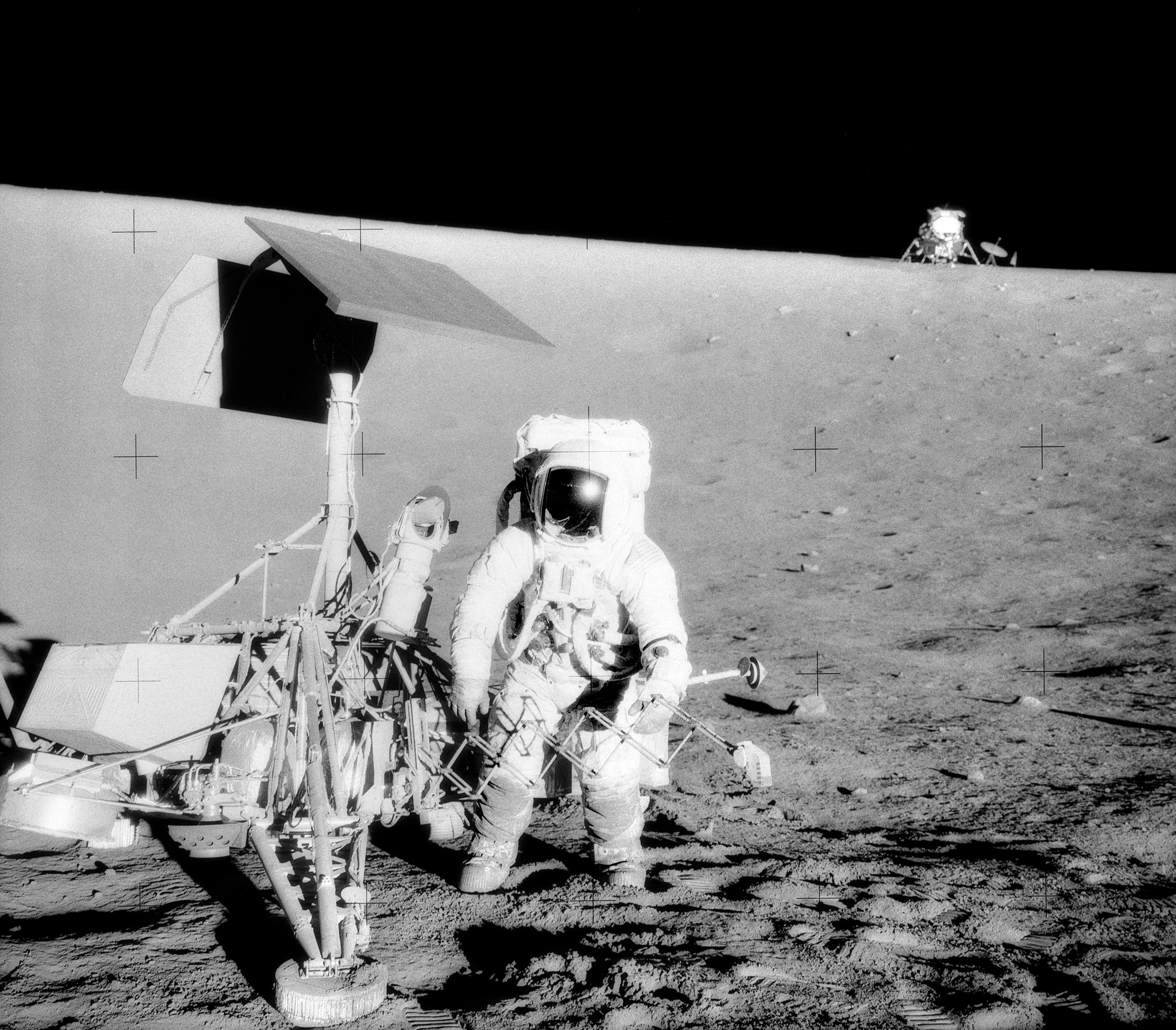
A Surveyor 3 com o ML da Apollo 12 no fundo

14. Apesar da Apollo 11 ter feito um pouso impreciso bem fora da área designada, a Apollo 12 conseguiu, em 19 de novembro de 1969, fazer um pouco preciso, a uma distância que podia ser atravessada a pé (menos de 200 metros) da sonda Surveyor 3, que pousou na Lua em abril de 1967.
- A área de pouso da Apollo 11 estava a vários quilômetros a sudeste do centro de sua elipse de pouso planejada, mas ainda estava dentro dela. Armstrong tomou o controle semi-automático do módulo de pouso e dirigiu o mesmo um pouco mais para longe quando notou que o local para o qual ele estava se dirigindo estava cheio de pedras e uma cratera de tamanho moderado. Na vez da Apollo 12, a causa do erro na posição de pouso foi determinado e procedimentos foram criados e demonstrados pelo pouso no alvo próximo à Surveyor III feito pela Apollo 12. A Apollo 11 cumpriu sua missão de pousar com segurança, e um pouso em um local preciso não era um dos requisitos daquela missão.
- Os astronautas da Apollo eram pilotos habilidosos, e o ML era uma nave manobrável que podia voar de forma precisa a um ponto de pouso específico. Durante a fase de descida os astronautas usaram o PNGS (Primary Navigation Guidance System) e o LPD (Landing Point Designator) para prever onde o ML estava se dirigindo, e então poderiam pilotar manualmente o ML para um ponto selecionado com grande precisão.

15. Os alegados pousos na Lua usaram ou um hangar de filmagem, ou foram feitos em uma locação no deserto, com os astronautas usando ou arames ou então filme em "slow-motion" para fazer parecer que estavam na Lua e sob baixa gravidade.
- Quando a minissérie da HBO "From the Earth to the Moon", e uma cena do "Apollo 13" usou hangar de filmagem e arames, pode-se ver claramente nos filmes que a poeira chutada pelos astronautas não cai rapidamente (alguma poeira flutuou na forma de nuvens). No filme das missões Apollo, a poeira chutada pelos astronautas e movida pelas rodas do rover lunar sobem alto (por causa da baixa gravidade) e caem imediatamente na superfície, em uma curva parabólica (devido a ausência de ar para segurar a poeira). Mesmo se houvesse um local para fazer os filmes em que o ar pudesse ser retirado, a poeira jamais subiria tão alto nem apresentaria a mesma trajetória que a poeira apresentada nas filmagens da Apollo por causa da gravidade terrestre.
- Este vídeo da Apollo 15 mostra que eles estavam em baixa gravidade e no vácuo:

- David Scott deixa cair um martelo e uma pena na Lua

16. Todos os seis pousos lunares aconteceram durante o primeiro mandato de Richard Nixon e nenhum outro líder de nenhuma outra nação jamais declarou ter enviado astronautas para a Lua, mesmo que os meios mecânicos de fazer isto tenham se tornado progressivamente mais fáceis após 40 anos de desenvolvimento tecnológico constante ou mesmo acelerado.
- Outras nações e as administrações posteriores estavam evidentemente menos interessadas em gastar grandes quantias de dinheiro apenas para ser a segunda nação a pousar na Lua ou explorar o deserto lunar. Se Nixon tivesse falsificado os pousos lunares, os soviéticos ficariam felizes em anunciar uma fraude destas como uma vitória deles em sua propaganda, mas eles nunca o fizeram. Explorações posteriores pelos Estados Unidos ou União Soviética, como o estabelecimento de uma base lunar, provavelmente seriam muito caras e talvez muito provocativas para estar de acordo com os interesses de qualquer nação durante a corrida armamentista da Guerra Fria.
- Além disso, o desenvolvimento do foguete Saturn V, o módulo de comando e módulo lunar da Apollo e as missões até a Apollo 8 (que orbitou a Lua) foram feitas antes que Richard Nixon assumisse a Casa Branca em 20 de janeiro de 1969.

- ML da Apollo 17 deixando a Lua; gases expelidos pelo foguete são visíveis por curto período de tempo.
- Lançamento da Apollo 8, mostrando o segundo estágio.

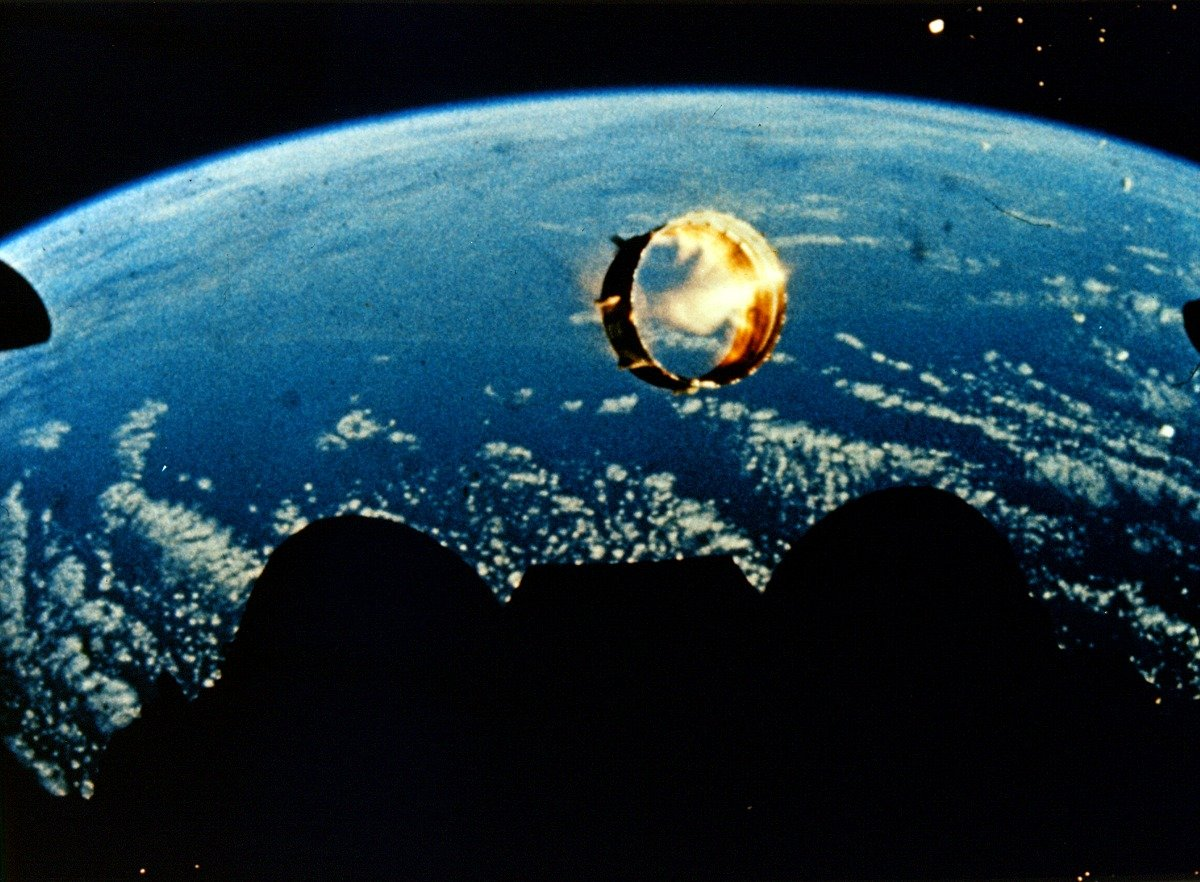
A chama do foguete pode não ser visível fora da atmosfera, como nesta foto. Os motores do foguete são as estruturas escuras no centro, embaixo.

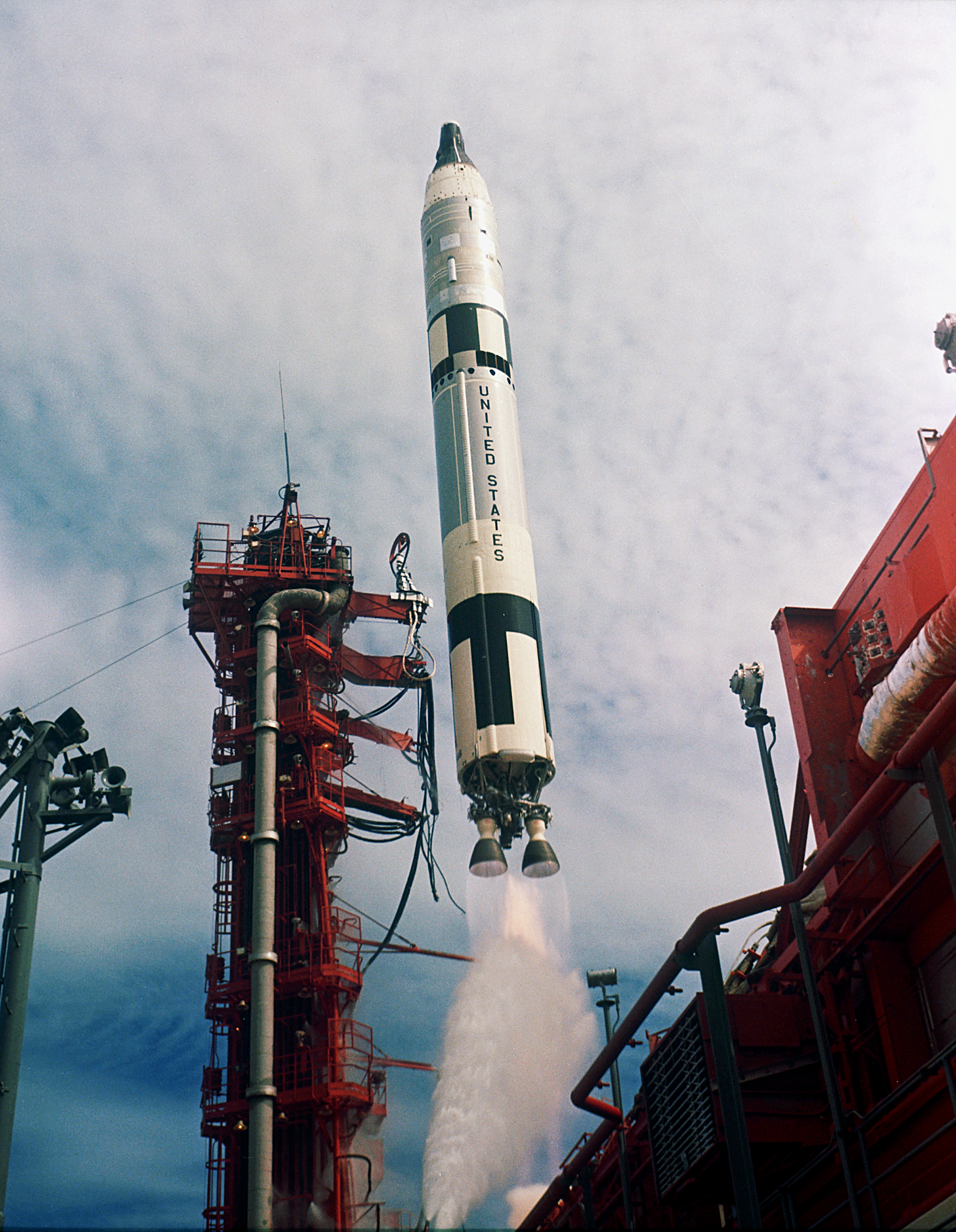
Lançamento de um Titan II, queimando hipergolicamente Aerozine-50/N2O4, 430.000 lbf (1,9 MN) de potência. Note que a exaustão é quase transparente, mesmo no ar (há um jato de água vindo de baixo).
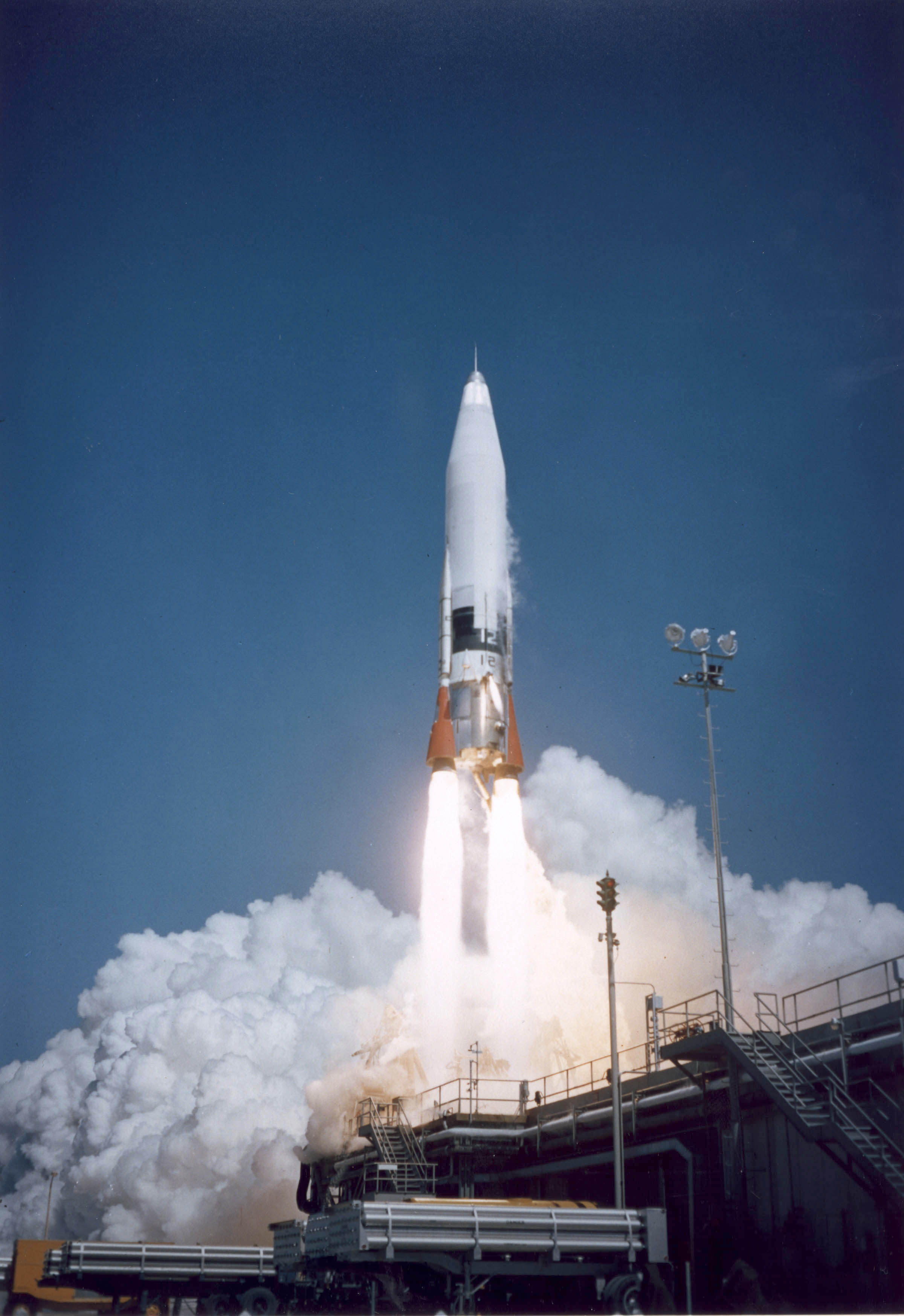
O foguete Atlas usa querosene (RP-1) que não é hipergólica, que apresenta uma chama brilhante e bastante visível, dando 340.000 lbf (1,5 MN) de potência.
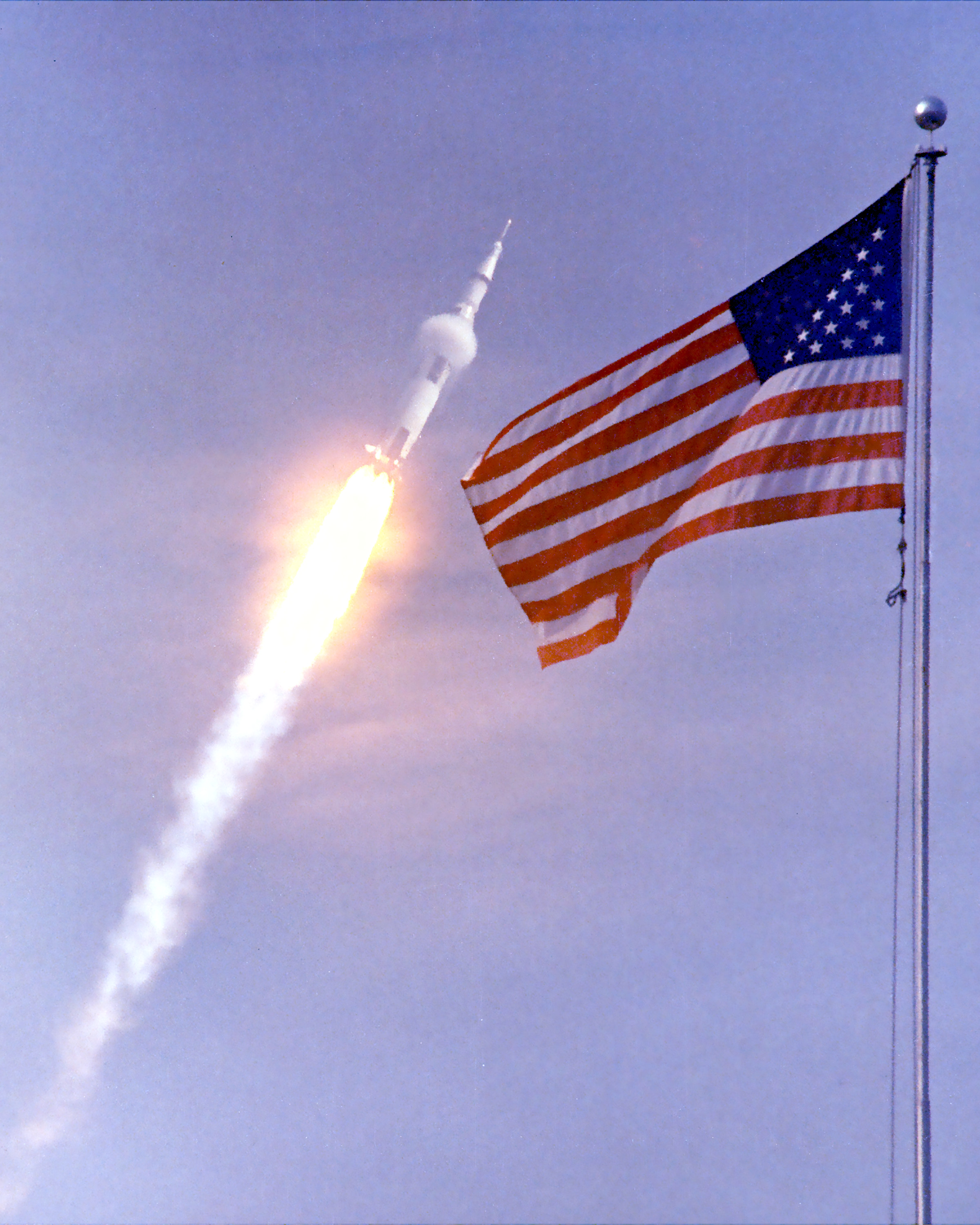
Chama brilhante do primeiro estágio, queimando RP-1, no momento em que o foguete Saturno-5 rompe a barreira do som

### Mortes de pessoas-chave da NASA
Em um programa de televisão sobre as alegações de fraude, a Fox Entertainment Group listou as mortes de dez astronautas e dois civis relacionadas ao programa de missões espaciais tripuladas como sendo possivelmente assassinadas como parte de uma ocultação da fraude.
- Theodore Freeman (queda em um T-38, 1964)
- Elliot See e Charlie Bassett (acidente com um T-38, 1966)
- Virgil Grissom (incêndio na Apollo 1, janeiro de 1967). Seu filho Scott Grissom disse que o acidente foi um assassinato.[90] Bill Kaysing chegou a fazer declarações semelhantes[18], p. 41.
- Edward Higgins "Ed" White (incêndio na Apollo 1, janeiro de 1967)
- Roger Chaffee (incêndio da Apollo 1, janeiro de 1967)
- Edward "Ed" Givens (acidente automobilístico, 1967)
- Clifton "C. C." Williams (acidente com um T-38, oububro de 1967)
- O piloto de X-15 Michael J. "Mike" Adams (O único piloto de X-15 morto durante o programa de teste de voo do X-15 em novembro de 1967 - não era um astronauta da NASA, mas voou com o X-15 acima de 80 km).
- Robert Henry Lawrence, Jr., programado para ser um piloto do Projeto MOL da Força Aérea norte-americana, que morreu em uma queda de jato em dezembro de 1967, pouco depois de se apresentar para o programa (cancelado posteriormente).
- Funcionário da NASA Thomas Ronald Baron (colisão de carro com trem, em 1967, logo após fazer acusações no Congresso sobre a causa do incêndio da Apollo 1, após o que ele foi demitido). Considerado suicídio. Barom era um inspetor de controle de qualidade que escreveu um relatório criticando o programa Apollo e passou a criticar abertamente após o incêndio da Apollo 1. Baron e sua família foram mortos quando seu carro foi atingido por um trem em um cruzamento com linha férrea.[90][91]
- Brian Welch, um oficial no comando do Public Affairs Office da NASA, morreu alguns meses depois de aparecer na mídia para desmentir o show de televisão pró-fraude da Fox citado acima.[92]

Todas menos uma das mortes de astronautas (Irwin) estavam diretamente relacionadas a seus trabalhos com a NASA ou Força Aérea. Dois dos astronautas, Mike Adams e Robert Lawrence, não tem conexões com o programa espacial tripulado civil. O astronauta James Irvin sofreu vários ataques cardíacos nos anos anteriores à sua morte. Não há uma confirmação independente da alegação de Gelvani de que Irwin estava para vir. Todas exceto duas das mortes aconteceram ou ou dois anos antes da Apollo 11 e voos seguintes. A morte de Brian Welch seria um golpe contra os Conspiradores da Fraude, já que ele era um dos que desmentiam as alegações de fraude.
Em 20 de julho de 2009, nove dos doze astronautas que pousaram na Lua ainda estavam vivos, incluindo Neil Armstrong e Buzz Aldrin.

### Envolvimento da União Soviética
A razão principal para a corrida para a Lua foi a Guerra Fria. Os soviéticos, com seu próprio programa lunar, e uma comunidade científica formidável, capaz de analisar os dados da NASA, teriam denunciado se os Estados Unidos tentassem falsificar um pouso na Lua,, p. 173 especialmente depois que o programa deles falhou. Apontar com sucesso uma fraude seria um grande golpe publicitário.
Bart Sibrel respondeu que "os soviéticos não tinham estações capazes de rastrear espaçonaves até 1972, imediatamente após o que, as três últimas missões Apollo foram abruptamente canceladas."
Entretanto, espaçonaves soviéticas não tripuladas tem pousado na Lua desde 1959, e em 1962, "equipamentos para rastrear espaçonaves foi introduzida em IP-15, em Ussuriysk e IP-16 em Eupatória (península criméia), enquanto as estações de comunicação Saturn foram instaladas nas IP-3, 4 e 14", esta tendo um alcance de 100 milhões de quilômetros. Além disso, as Apollo 18 e 19 foram canceladas em 2 de Setembro de 1970, devido a cortes no orçamento praticados pelo Congresso dos Estados Unidos.  A Apollo 20 já havia sido cancelada em 4 de janeiro de 1970.

### Telescópios gigantes e a teoria conspiratória
- Deixando de lado o problema da resolução máxima, o telescópio espacial Hubble já foi usado para fazer fotos da superfície da Lua em 1999. Uma galeria das imagens que foram feitas pode ser vista «aqui». hubblesite.org.
- O Lunar Reconnaissance Orbiter da NASA conseguiu fazer com sucesso fotos dos locais de pouso das Apollo 11, 14, 15, 16 e 17.[100]

## Provas da missão lunar
No período entre julho de 1969 e dezembro de 1972 sete missões partiram da Terra em direção à Lua, das quais apenas uma não conseguiu pousar. Como resultado direto destas missões existem 5.771 fotografias, 382 kg de amostras de solo e rochas lunares, as cápsulas de retorno dos astronautas, além dos dados científicos obtidos com o coletor de partículas solares, as leituras de sismógrafos, a medição da distância Terra-Lua feita com o auxílio de espelhos deixados em três missões americanas e duas soviéticas (não-tripuladas), entre outros. Há ainda o testemunho dos engenheiros, técnicos e cientistas envolvidos não apenas no projeto Apolo, mas também no projeto Mercury, Gemini, Ranger e Surveyor, que serviram para desenvolver e testar equipamentos, além de treinar as tripulações.

### Fotografias feitas na Lua
As fotos feitas na Lua, mais de 5.000, são a evidência mais espetacular das missões lunares. Nelas pode-se perceber a ausência do efeito de "névoa" que há em paisagens terrestres, causado pela atmosfera. Além disso, há um contraste forte entre regiões iluminadas e sombras, evidenciando a ausência de iluminação difusa vindo de cima, que na Terra é causada pela Dispersão de Rayleigh. A ausência de iluminação difusa vindo de cima, e a presença de iluminação difusa vindo do solo lunar fica evidenciada em fotos como a de Buzz Aldrin descendo do Módulo Lunar, perfeitamente visível mesmo na sombra, e a ausência completa e total de detalhes no solo, na mesma sombra.

### Amostras de solo e rochas lunares
Os americanos conseguiram obter 382 kg de amostras de solo lunar, e os soviéticos, 326 g, em 3 missões não tripuladas. As amostras de solo lunar praticamente não tem elementos voláteis, e nenhuma umidade, o que indicam que elas não estiveram expostas a atmosfera, nem à umidade. Além disso, a proporção de isótopos indicam um longo período de bombardeio por radiação cósmica, na ordem de bilhões de anos, praticamente sem similar na Terra. Nas rochas recuperadas, há ainda as marcas do bombardeio contínuo por micrometeoritos.
Atualmente estas amostras estão, em parte, em exposições em museus americanos, em parte, «guardadas». www-curator.jsc.nasa.gov na «curadoria de astromateriais da Nasa». www-curator.jsc.nasa.gov, onde estão disponíveis para qualquer pesquisador que estiver fazendo experimentos. De fato, cerca de 400 amostras são enviadas todos os anos para cientistas do mundo inteiro, a maioria delas retornando após os ensaios realizados.
Uma das alegações sobre as rochas lunares é que elas teriam sido colhidas na Antártida, e que são meteoritos, mas meteoritos apresentam duas coisas que as amostras lunares não tem: uma crosta queimada resultante das altas temperaturas da reentrada, e contaminação com os gases e umidade da atmosfera. Outra alegação é que se trata de rochas colhidas no fundo do mar, mas se fosse este o caso, haveria contaminação por umidade, que é inexistente nas amostras lunares. Outra alegação é de que o conhecimento avançado de cerâmicas da NASA teria sido usado para criar as rochas lunares, mas nenhum processo de falsificação moderno consegue reproduzir, ao mesmo tempo, todas as características do solo lunar, resultando em um produto que qualquer geólogo ou mineralogista pode identificar como sendo uma fraude.
Finalmente, há a alegação de que as amostras americanas foram colhidas da mesma forma que as amostras soviéticas, usando sondas autônomas, mas este argumento apresenta algumas falhas graves:
- A tecnologia atual de recolha de amostras é capaz de recuperar no máximo 150 g de cada vez. Admitindo uma média de 100 g por coleta, seriam necessárias 3.820 missões para a Lua para conseguir coletar 382 kg de amostras, e mesmo assim algumas amostras de rochas pesam vários kg, que não poderiam ser recuperadas com a tecnologia atual;
- Os soviéticos desenvolveram tecnologia para coletar amostras de solo na Lua, e retornar para a Terra com elas. Os americanos tinham a tecnologia de coleta e análises de amostras, que foi usada na Lua pelas sondas Surveyor, e em Marte, mais recentemente pela sonda Phoenix, mas nunca desenvolveram tecnologia para enviar estas amostras de volta à Terra. Até hoje a NASA não desenvolveu esta tecnologia.

### Lunar Laser Ranging Experiment
O projeto Lunar Laser Ranging Experiment foi um projeto para medir a distância da Terra à Lua usando lasers de 1GW de potência e espelhos retrorefletores na superfície da Lua. Graças a este experimento sabemos que a Lua afasta-se da Terra a uma taxa de 3,8 cm por ano. Os soviéticos conseguiram colocar dois robôs controlados por operador terrestre, os Lunokhods, que tinham na superfície superior espelhos retrorrefletores que foram usados com a mesma finalidade dos americanos. Entretanto, a posição de um deles não é certa, sendo considerado perdido, e o outro é pouco usado, sendo preferidos os espelhos deixados pelas missões americanas.

## Opinião pública
Uma pesquisa Gallup de 1999 descobriu que 6% do público americano duvidava que os pousos lunares tivessem acontecido, e 5% não tinham opinião formada. Estes números são semelhantes aos de uma pesquisa Time/CNN de 1995. Executivos da Fox television declararam que o ceticismo aumentou cerca de 20% depois da apresentação de 15 de fevereiro de 2001, Conspiracy Theory: Did We Land on the Moon? (Teoria da Conspiração: Nós pousamos na Lua?), visto por aproximadamente 15 milhões de telespectadores. O especial da Fox estava promovendo as alegações de fraude. Uma pesquisa conduzida pela agência russa Fundo de Opinião Pública descobriu que 28% não acreditava que os astronautas americanos tivessem pousado na Lua e esta percentagem era a mesma em todos grupos sociais e demográficos. Uma pesquisa feita pelo sueco Aftonbladet indicou que cerca de 40% dos leitores achavam que o primeiro pouso na Lua foi uma fraude. Em 2009, uma pesquisa conduzida pela revista britânica Engineering & Technology descobriu que 25% dos britânicos não acreditam que o homem pisou na Lua.
Existem subculturas nos Estados Unidos e culturas significantes no mundo que acreditam piamente que os pousos lunares foram falsos. Alguns alegam que isto é ensinado em escolas cubanas e onde quer que professores cubanos sejam enviados.